# Unter der Sonne Kaliforniens
Unter der Sonne Kaliforniens (Originaltitel: Knots Landing) ist eine US-amerikanische Fernsehserie und ein Ableger der erfolgreichen Fernsehserie Dallas. Sie spielte in der fiktiven kalifornischen Kleinstadt Knots Landing. Zwischen 1979 und 1993 wurden insgesamt 344 Folgen der Serie gesendet.

## Ausstrahlung in Deutschland
Gedreht wurden insgesamt 344 Episoden, von denen in Deutschland nur 332 Folgen synchronisiert wurden. Es fehlen in Deutschland Folgen aus den ersten vier Staffeln.
Das ZDF hatte erst im Januar 1988 damit begonnen, die in den USA sehr erfolgreiche Serie im Vorabend-Programm zu zeigen. Im Januar 1991 wechselte die Serie zu dem Privatsender Sat.1, nachdem der Sender, der die Serie schon vor der Ausstrahlung im ZDF gerne gekauft hätte, das Angebot des ZDF für die neuen Folgen überbot. Sat.1 sendete von Januar 1991 bis August 1995 die restlichen Folgen.
Nachdem der Privatsender ProSieben die Serie von Dezember 1996 bis Januar 1997 als Wiederholung ausstrahlte und bereits nach der 29. Episode wieder absetzte, wurde Unter der Sonne Kaliforniens in den Jahren 1998 bis 2004 auf diversen Pay-TV-Sendern ausgestrahlt (u. a. DF1, Premiere, Premiere-Serie). Erstmals zeigte der Sender Passion ab Juni 2009 die Serie komplett inklusive der zuvor unterschlagenen Episoden und dem bislang nicht gesendeten Fortsetzungsfilm Back to the Cul-de-Sac aus dem Jahr 1997.
In Deutschland erfreute sich Unter der Sonne Kaliforniens großer Beliebtheit und erzielte bei der Erstausstrahlung im ZDF hohe Einschaltquoten für eine Vorabendserie. Insgesamt war sie nicht so erfolgreich wie die Serien ähnlichen Formats (Dallas, Der Denver-Clan), konnte sich aber länger auf dem Markt etablieren.

## Handlung
Während in Dallas das Leben der restlichen fiktiven Familie Ewing dargestellt wurde, spielten in Unter der Sonne Kaliforniens der mittlere der Ewing-Brüder, Gary, und dessen Frau Valene die Hauptrollen. Gary war mit seiner Familie zerstritten, besonders mit seinem älteren Bruder J.R. und seinem Vater Jock. Deshalb zog er mit seiner Frau Valene im Jahre 1979 nach Knots Landing. Diese Ortschaft ist eine typische amerikanische Kleinstadt mit Bürgern aus der gehobenen Mittelschicht. Die Serienfiguren sind in den ersten Staffeln alle Nachbarn und wohnen in einer Straße, die als Sackgasse mit einem Wendehammer für Autos endet.
In den ersten vier Staffeln drehten sich die Geschichten der Serie um die alltäglichen Probleme dieser Bewohner mit den zentralen Hauptrollen Gary, Valene, Sid und Karen. Immer wieder wurde in dieser Zeit Unter der Sonne Kaliforniens mit der Mutterserie Dallas in Zusammenhang gebracht. So besuchten viele Stars aus der anderen Serie immer wieder einmal Knots Landing. Vor allem Garys älterer Bruder J.R. (Larry Hagman) hatte hin und wieder Gastauftritte.
In der 4. Staffel kreierten die Produzenten den Seriencharakter der Rocksängerin Ciji Dunne (Lisa Hartman), deren Ermordung gegen Ende der Staffel etliche Mitglieder der Knots-Landing-Gemeinde in Verdacht brachte und erstmals mit Hilfe eines Handlungsstranges alle Charaktere der Serie miteinander in Beziehung setzte. Da die Schauspielerin Lisa Hartman durch ihre Ciji-Interpretation unerwartet viele Fans bekam und so für einen starken Anstieg der Einschaltquoten sorgte, entschied man sich, sie in die Serie zurückzuholen: Diesmal als Ciji-Doppelgängerin Cathy Geary, die ebenfalls als Rocksängerin aktuelle Hits der 1980er Jahre zum Besten gab. Dadurch wurde laut Produzent David Jacobs ein jüngeres Zielpublikum angesprochen.
Ab der 5. Staffel veränderte sich der Stil der Serie: Durch den Einstieg der Figur Gregory Sumner (William Devane), der für den amerikanischen Senat kandidierte, wurden Suspense und ein Hauch von Mystery in die Serie hineingetragen, denn Sumner kollaborierte mit undurchsichtigen Verschwörern und Regierungsbeamten, die in der 6. Staffel sogar eine internationale Abhöranlage planten. Krimielemente wurden ebenfalls verarbeitet; es ging um Umweltverschmutzung, Drogenproblematik, Verschwörungen auf höchster Regierungsebene, Gewalt in der Ehe, religiöse Wahnvorstellungen oder auch Verletzung des hippokratischen Eides von Ärzten.

## Nach dem Serienende
Nach 14 Jahren wurde die Serie eingestellt, weil dem Sender die Produktion zu teuer geworden war. Außerdem wollten viele der Hauptdarsteller ihre Charaktere nicht mehr weiterspielen.
Kurz vor dem Ende der Serie entstand 1993 das Special The Block Party, eine Erinnerungsshow mit Interviews der Darsteller, die den Handlungsverlauf der Serie im Wesentlichen prägten.
1997 wurde in den USA die zweiteilige Reunion Knots Landing: Back to the Cul-de-Sac gedreht. Am 29. Juli 2001 wurde die deutsche Synchronfassung im ORF 2 gezeigt. Die deutsche Erstausstrahlung fand unter dem Titel Unter der Sonne Kaliforniens – Gute Nachbarn kann niemand trennen vom 27. Oktober bis zum 6. November 2010 in vier Teilen auf dem Sender Passion statt. Die inhaltliche Handlung wurde hier in der fiktiven Gemeinde Knots Landing durch die tragenden Hauptcharaktere um Abby, Greg, Karen, Mack, Gary und Val weitergeführt.
Das Special Knots Landing: Together Again wurde am 2. Dezember 2005 in den USA ausgestrahlt und vereinte viele der damaligen Schauspieler wieder vor der Kamera. Hierbei ging es in erster Linie um den Austausch diverser Erinnerungen und persönlicher Bezüge der Darsteller zu der Serie: Gedanken zu den Storylines oder auch der Arbeit miteinander, sowie vor und hinter den Serien-Kulissen. Erinnerungssequenzen prägnanter Szenen der jeweiligen Darsteller und das Auftauchen von Julie Harris als Überraschungsgast rundeten diese Reunion ab.

## DVD-Veröffentlichungen
Im März 2006 wurde die erste Staffel der Serie von Warner Bros. auf DVD in den USA veröffentlicht. In Deutschland erschien die erste Staffel am 9. Februar 2007 als DVD-Boxset mit insgesamt 5 DVDs von Warner Bros. Erstmals können die deutschen Zuschauer nun in den Genuss der in der ersten Staffel unterschlagenen Episoden kommen.
Die 2. Staffel erschien in den USA am 14. April 2009 auf DVD, in Deutschland am 16. Oktober 2009.

## Hauptfiguren der Serie

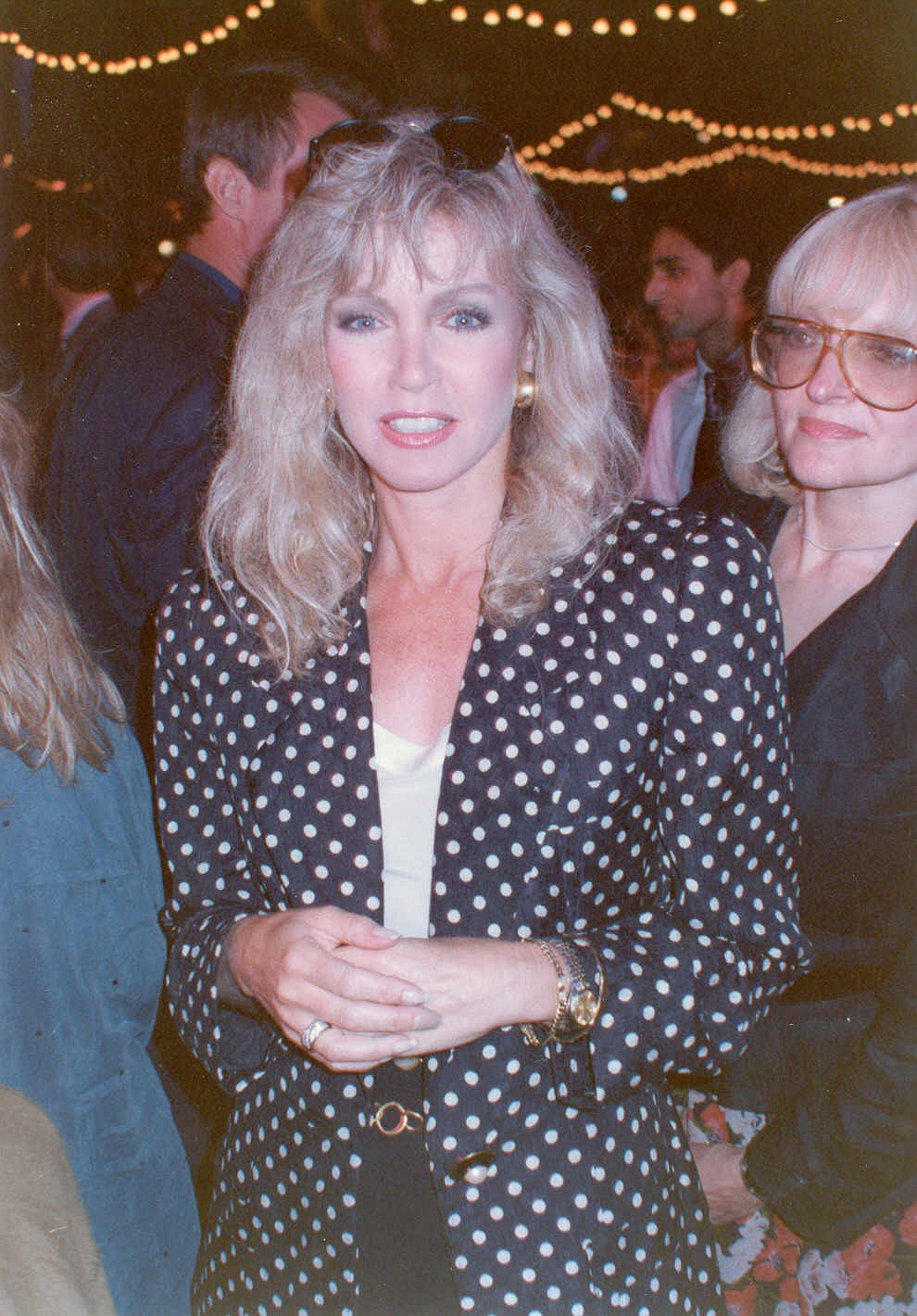
Donna Mills, die Darstellerin der Abby Ewing

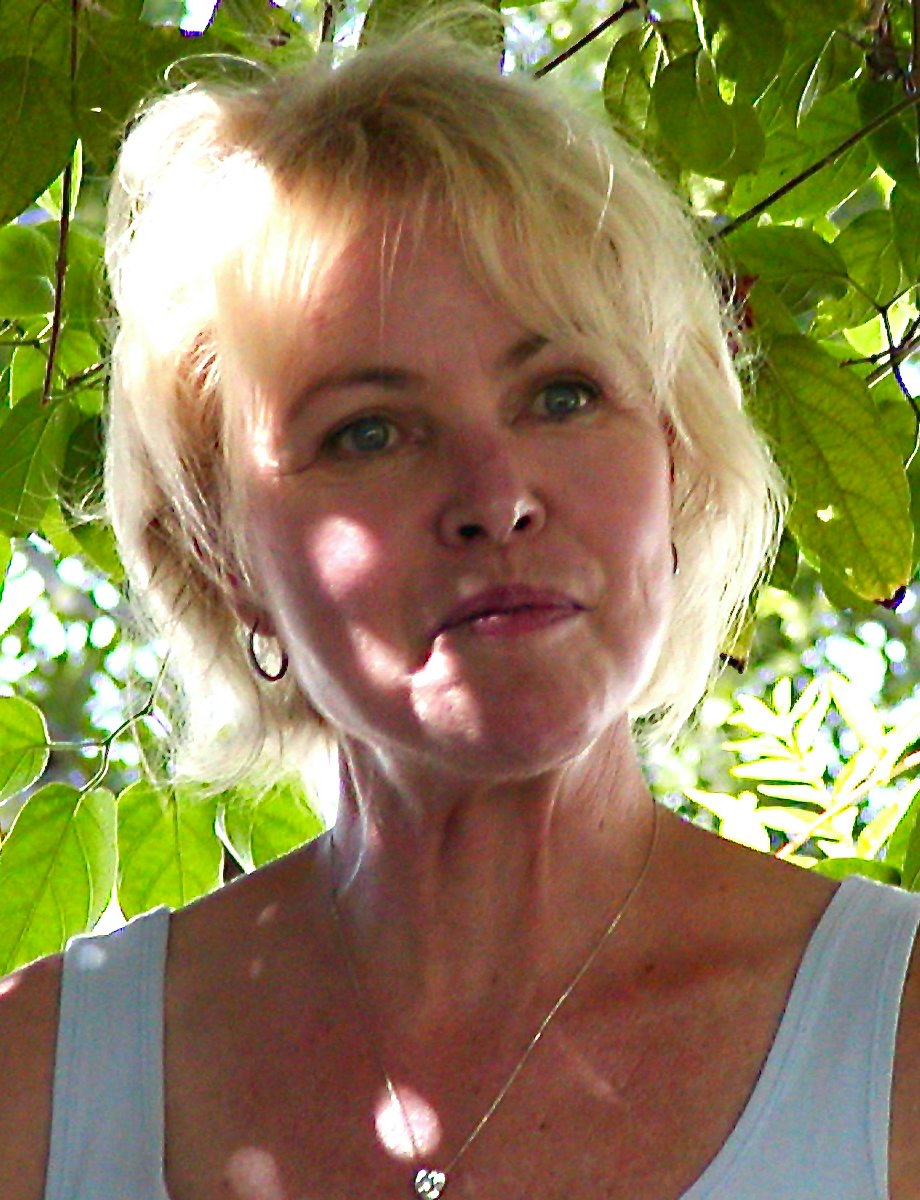
Michelle Phillips, die Darstellerin der Anne Matheson.

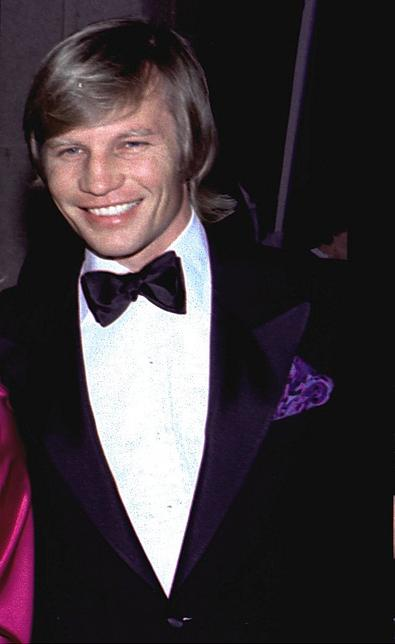
Michael York stellte 1987 Charles Scott dar.

Ted Shackelford als Garrison Arthur „Gary“ Ewing.
Sohn von Jock und Ellie Ewing. Zunächst war er in der Fernsehserie Dallas zu sehen, bevor er nach Kalifornien zog, um einen Neuanfang zu starten. Gary ist der mittlere Sohn der Ewings (neben J.R. und Bobby), galt als „schwarzes Schaf“ der Familie und aufgrund seiner Alkoholsucht als problematisch.
Joan Van Ark als Valene „Val“ Clements Ewing Ewing Gibson Waleska Ewing (1979–1992, 1993).
Die Liebe des Lebens von Gary Ewing und Mutter der gemeinsamen Tochter Lucy Ewing. Nach dem Umzug nach Kalifornien freundeten sich Val und Karen als Nachbarinnen schnell an und erlebten als beste Freundinnen viele Höhen und Tiefen.
Michele Lee als Karen Cooper Fairgate MacKenzie.
Karens erster Ehemann war der Automechaniker Sid Fairgate; später heiratete sie Mack MacKenzie. Karen ist die Mutter von Diana, Eric und Michael Fairgate. Sie war in Knots Landing für ihr soziales Engagement und „Stimme für die Unterdrückten“ bekannt. Zeitweise war sie Geschäftsführerin des Autohandels „Knots Landing Motors“, Beteiligte des Umweltprojektes „Lotus Point“ und Moderatorin einer Fernsehtalkshow („Open Mike“).
Don Murray als William Sidney „Sid“ Fairgate (1979–1981).
Karens erster Ehemann und Vater von Diana, Eric, Michael und Annie Fairgate. Bis zu seinem Tod war Sid der Geschäftsführer von „Knots Landing Motors“. Durch seine Schwester Abby und Gary, die illegale Geschäfte mit Auto-Ersatzteilen durchführten, geriet Sid ins Kreuzfeuer einer Verbrecherbande, die seinen Wagen manipulierten, so dass Sid über die kalifornischen Klippen stürzte und später an den Folgen des Unfalles starb.
John Pleshette als Richard Avery (1979–1983, 1987).
Ein Anwalt, der in einer unglücklichen Ehe mit seiner Frau Laura lebte. J.R. Ewing ist sein großes Vorbild. Nachdem seine Ehe endgültig am Ende war, verließ er Knots Landing.
Constance McCashin als Laura Avery Sumner (1979–1987).
Zunächst die Ehefrau von Richard, später Gattin des Politikers Greg Sumner. Laura war eine erfolgreiche Maklerin, starb später an einem Hirntumor.
James Houghton als Kenny Ward (1979–1983).
Ein Plattenproduzent und Frauenschwarm. Seiner Ehefrau Ginger war er ständig untreu, wurde erst durch die Geburt seiner Tochter Erin Molly bodenständig.
Kim Lankford als Ginger Ward (1979–1983).
Eine Grundschullehrerin, deren Traum, eine berühmte Sängerin zu werden, nicht erfüllt wurde. Sie neidete der Sängerin Ciji Dunne ihren musikalischen Erfolg und deren Unterstützung und Vermarktung durch ihren Ehemann Kenny.
Claudia Lonow als Diana Fairgate Fenice (1979–1984, 1993).
Karens Tochter, die sich später in den Verbrecher Chip Roberts verliebte und ihm zur Flucht verhelfen wollte. Sie brach mit ihrer Familie, söhnte sich nach Chips Tod wieder mit ihnen aus und zog nach New York, um dort Modedesign zu studieren.
Patrick Petersen als Michael Fairgate (1979–1991).
Karens jüngster Sohn, der kurz vor seinem Weggang aus Knots Landing eine Affäre mit seiner Schwägerin Linda Fairgate hatte.
Donna Mills als Abby Fairgate Cunningham Ewing Sumner (1980–1989, 1993).
Sids Schwester und Intrigantin in Knots Landing. Zunächst zerstörte sie die Ehe von Gary und Val und heiratete Gary Ewing vor dem Hintergrund des Dallas-Erbes selber. Kurze Zeit war Abby Teilhaberin von Lotus Point und verließ Knots Landing, nachdem sie mit zahlreichen mafiösen Organisationen gemeinsame Sache machte und kurze Zeit die Politiker-Ehefrau von Greg Sumner war.
Tonya Crowe als Olivia Cunningham Dyer (1980–1990).
Abbys Tochter, die eine Zeitlang drogenabhängig war und später mit ihrem Ehemann Harold Dyer, einem Ex-Kriminellen, Knots Landing verließ.
Julie Harris als Lilimae Clements (1980, 1981–1987).
Valenes Mutter, die einige Jahre in Knots Landing lebte, bevor sie mit dem Lebenskünstler Al Baker auf Reisen ging.
Kevin Dobson als Marion Patrick „Mack“ MacKenzie (1982–1993).
Karens zweiter Ehemann. Ein Staatsanwalt, der später seine eigene Anwaltskanzlei eröffnete und für mehr soziale Gerechtigkeit kämpfte.
Lisa Hartman als Ciji Dunne (1982–1983)/Cathy Geary Rush (1983–1986).
Ciji Dunne, eine Rocksängerin, wurde von Gary Ewing in einer Bar entdeckt. Nach deren Ermordung geriet nahezu jeder Bewohner der Küstengemeinde unter Mordverdacht. Später tauchte dann Cijis Doppelgängerin Cathy Geary in Knots Landing auf, nachdem sie aus dem Gefängnis entlassen wurde. Cathy wurde von Abby engagiert, um Gary von ihren intriganten Geschäften abzulenken. Später lebte Cathy ihr eigenes Leben mit ihrem brutalen Ehemann Joshua Rush.
Douglas Sheehan als Ben Gibson (1983–1987).
Valenes zweiter Ehemann. Er war ein Nachrichtenreporter und für Abby Ewings Fernsehstation „Pacific World Cable“ tätig.
William Devane als Greg Sumner (1983–1993).
Macks ehemaliger bester Freund und Kommilitone während des Jura-Studiums. Nach seiner Politiker-Karriere und dem Erbe seines Vaters Paul Galveston gründete Greg die „Sumner-Group“, ein riesiges und umstrittenes Wirtschaftsunternehmen, das sich durch einen anti-ökologischen und rein kapitalistischen Geist auszeichnete. Greg hatte eine Dauer-Beziehung mit Macks Tochter Paige, nachdem er mit Laura und Abby verheiratet war. Zuvor war Gregory „Greg“ Sumner mit Jane Sumner verheiratet und hatte aus dieser Ehe eine Tochter namens Mary-Frances. Sie starb bei einem Attentat auf die Sumner-Group in Gregs Büro.
Alec Baldwin als Joshua Rush (1984–1985).
Lilimaes Sohn, den sie vor Jahren verließ, um ihre Karriere als Countrysängerin voranzutreiben. Joshua kam als unbedarfter junger Mann nach Knots Landing und übernahm eine Fernsehshow als TV-Prediger. Nach seiner Heirat mit Cathy Geary und seinem Fernseherfolg wurde er größenwahnsinnig und äußerst brutal. Er missbrauchte Cathy durch Schläge körperlich und auch seelisch. Am Ende wurde er psychisch krank und stürzte vom Dach eines Hochhauses.
Teri Austin als Jill Bennett (aka Dorothy Simpkins) (1985–1989).
Garys Geliebte, die ihre schärfste Konkurrentin in Val sah und diese durch einen fingierten Suizid umbringen wollte. Später wurde sie psychotisch und wollte einen versuchten Mord Garys an ihr vortäuschen, starb dabei aber tatsächlich.
Nicollette Sheridan als Paige Matheson. (1986–1993).
Macks Tochter, die in erster Linie eine ewige Romanze mit Greg Sumner hatte, in einer Führungsposition der Sumner-Group tätig war und ständig an die falschen Männer geriet.
Michelle Phillips als Anne Winston Matheson Sumner (1987, 1989, 1990–1993).
Paiges Mutter und Macks erste große Liebe, die zeitweise in der Liebesgunst um Greg Sumner zur schärfsten Konkurrentin ihrer Tochter Paige wurde. Außerdem war Anne für kurze Zeit obdachlos und lebte davon, reiche Geschäftsleute zu erpressen.
Larry Riley als Frank Williams (1988–1992)
Frank zog nach Knots Landing, nachdem er sich mit seiner Familie einem Zeugenschutzprogramm unterziehen musste. Nach einem erfolgreich abgeschlossenen Jura-Studium arbeitete er in Macks Kanzlei und fand in ihm einen guten Freund, der ihn über den Unfalltod seiner Frau Patricia hinweghelfen konnte.
Kathleen Noone als Claudia Whittaker (1990–1993)
Greg Sumners Schwester, die nur nach Knots Landing zog, um an das Vermögen ihres Bruders zu gelangen.
Stacy Galina als Kate Whittaker (1990–1993)
Claudias Tochter und Doppelgängerin der verstorbenen Tochter von Greg, Mary-Frances. Nachdem sie die kriminelle Energie ihrer Mutter durchschaut hatte, brach sie mit ihr und arbeitete auf Gary Ewings Ranch.

## Weitere Figuren

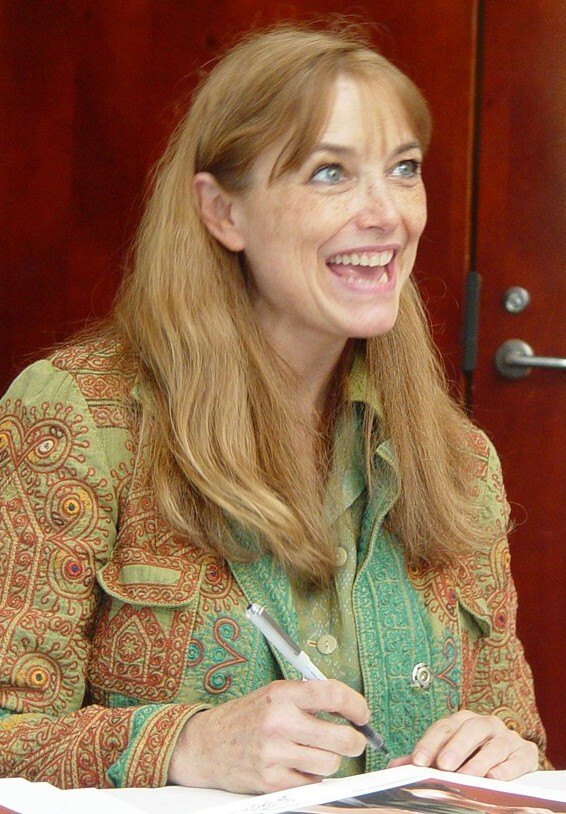
Karen Allen war in Knots Landing im Pilotfilm zu sehen. Sie spielte die Rolle der Annie Fairgate.

Steve Shaw als Eric Fairgate (1979–1987, 1989–1990)
Bobby Jacoby als Brian Cunningham #1 (1980–1985)
Stephen Macht als Joe Cooper (1981–1982)
Michael Sabatino als Chip Roberts (aka Tony Fenice) (1982–1983)
Joanna Pettet als Janet Baines (1983)
Danielle Brisebois als Mary-Frances Sumner #1 (1983–1984)
Hunt Block als Peter Hollister (1985–1987)
Brian Austin Green als Brian Cunningham #2 (1986–1989)
Wendy Fulton als Jean Hackney (1986–1987)
Joshua Devane als junger Greg Sumner (1986–1987, 1990)
Lar Park Lincoln als Linda Fairgate (1987, 1989–1991)
Kristy Swanson als Jody Campbell (1987–1988)
Peter Reckell als Johnny Rourke (1988–1989)
Lynne Moody als Pat Williams (1988–1990)
Kent Masters-King als Julie Williams (1988–1991)
Paul Carafotes als Harold Dyer (1988–1990)
Melinda Culea als Paula Vertosick (1988–1990)
Robert Desiderio als Ted Melcher (1988–1989)
Betsy Palmer als Virginia Bullock (1989–1990)
Sam Behrens als Danny Waleska (1989–1990)
Joseph Gian als Tom Ryan (1989–1991, 1993)
Thomas Wilson Brown als Jason Lochner (1990–1991)
Lorenzo Caccialanza als Nick Schillace (1990–1991, 1992–1993)
Bruce Greenwood als Pierce Lawton (1991–1992)
Boyd Kestner als Alex Barth (1992)
Felicity Waterman als Vanessa Hunt (1992–1993)
Emily Ann Lloyd als Betsy Ewing (1991–1993)

## Gaststars

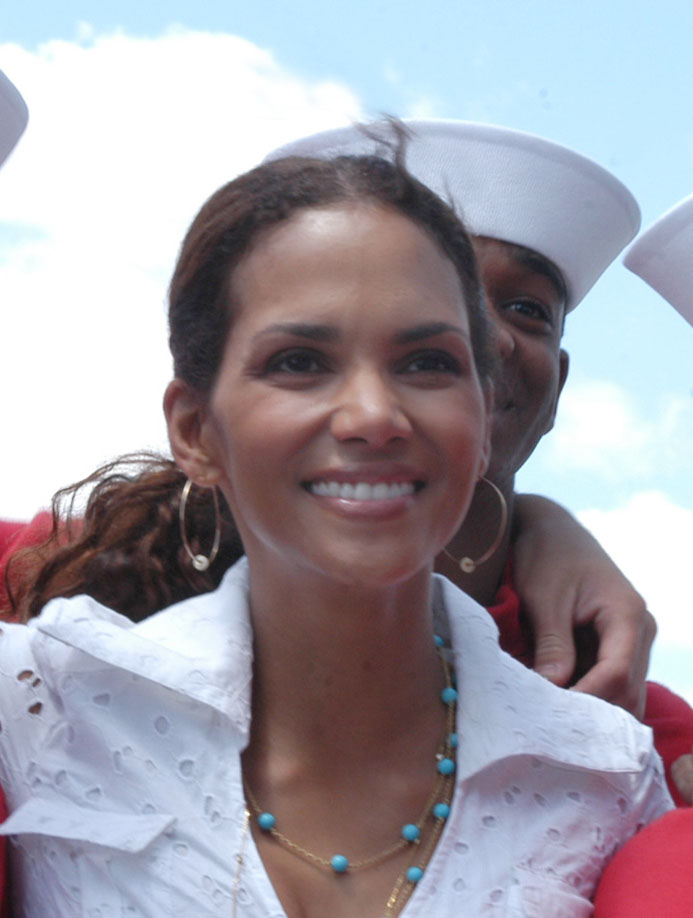
Halle Berry verkörperte in Unter der Sonne Kaliforniens die Debbie Porter. Eine der ersten Rollen ihrer Schauspielkarriere.

- Karen Allen (1979) (als Annie Fairgate)
- Helen Hunt (1980) (als Betsy)
- Gary Sinise (1980) (als Lee Maddox)
- Zsa Zsa Gabor (1982) (als Zsa Zsa Gabor)
- Ava Gardner (1985) (als Ruth Galveston)
- Dick Sargent (1985) (als Dick Sargent)
- Ruth Roman (1986) (als Sylvia Lean)
- Doug Savant (1986–1987) (als junger Mack MacKenzie)
- Michael York (1987–1988) (als Charles Scott)
- Red Buttons (1987) (als Al Baker)
- Stuart Whitman (1990) (als Willis #2)
- Halle Berry (1991) (als Debbie Porter)
- Marcia Cross (1991–1992) (als Victoria Broyelard)
- Mary Lou Retton (1992) (als Mary Lou Retton)
- Billy Bob Thornton (1992) (als Ranch-Arbeiter)
- David James Elliott (1991–1992) (als Bill Nolan)
- Howard Duff (1984–1985, 1990) (als Paul Galveston)
- Lance Guest (1991) (als Steve Brewer)

## Episodenliste

### Übersicht
| Staffel  | Episodenanzahl | Staffelpremiere USA | Staffelfinale USA |
| -------- | -------------- | ------------------- | ----------------- |
| 1        | 13             | 27. Dezember 1979   | 27. März 1980     |
| 2        | 18             | 20. November 1980   | 26. März 1981     |
| 3        | 22             | 12. November 1981   | 6. Mai 1982       |
| 4        | 22             | 30. September 1982  | 10. März 1983     |
| 5        | 25             | 29. September 1983  | 29. März 1984     |
| 6        | 30             | 4. Oktober 1984     | 23. Mai 1985      |
| 7        | 30             | 26. September 1985  | 15. Mai 1986      |
| 8        | 30             | 18. September 1986  | 14. Mai 1987      |
| 9        | 29             | 24. September 1987  | 12. Mai 1988      |
| 10       | 28             | 27. Oktober 1988    | 18. Mai 1989      |
| 11       | 29             | 28. September 1989  | 17. Mai 1990      |
| 12       | 27             | 13. September 1990  | 6. Mai 1991       |
| 13       | 22             | 12. September 1991  | 9. April 1992     |
| 14       | 19             | 29. Oktober 1992    | 13. Mai 1993      |
| Reunion  | 4              | 7. Mai 1997         | 9. Mai 1997       |
| Specials | 2              | 13. Mai 1993        | 2. Dezember 2005  |

### Staffel 1 (1979/1980)
| Nr. (ges.) | Nr. (St.) | Deutscher Titel Inhalt | Originaltitel                 | Regie            | Drehbuch                          | Erstausstrahlung USA | Erstausstrahlung Deutschland | Infos |
| ---------- | --------- | --- | ----------------------------- | ---------------- | --------------------------------- | -------------------- | ---------------------------- | --- |
| 1          | 1         | Auf gute Nachbarschaft Gary und Val Ewing bekommen von Miss Ellie ein Haus in Knots Landing geschenkt. Schnell freunden sie sich mit ihren Nachbarn an. Sids rebellische Tochter Annie sorgt für Unruhe und Ärger. | Pilot                         | Peter Levin      | David Jacobs                      | 27.12.1979 (CBS)     | 22.06.2009 (Passion)         | - Gaststar dieser Episode ist die Schauspielerin Karen Allen. - Diese Folge wurde vom ZDF nicht synchronisiert und das erste Mal im Original mit deutschem Untertitel im Jahr 2009 durch den Pay-TV-Sender Passion TV gezeigt. - Der Originalvorspann der 1. und 2. Staffel wurde in Deutschland nicht gezeigt. Das ZDF benutzte für die ersten 3 Staffeln den Vorspann der 3. Staffel.                                               |
| 2          | 2         | J.R. Ewing gibt nach J.R. Ewing besucht Knots Landing. Seine Ölgesellschaft möchte am Strand der Küste nach Öl bohren. Gary, Val und die Nachbarn möchten das verhindern und demonstrieren für den Umweltschutz. | Community Spirit              | James Sheldon    | Elizabeth Pizer                   | 03.01.1980 (CBS)     | 09.01.1988 (ZDF)             | - Gaststar dieser Episode ist Larry Hagman. - Mit dieser Episode startete die Serie regulär im deutschen Free-TV am 9. Januar 1988 im ZDF. - James Houghton und Kim Lankford sind in dieser Episode nicht zu sehen. - Der Schauspieler Danny Gellis übernimmt ab dieser Episode den Part des „Jason Avery“. |
| 3          | 3         | Unorthodoxe Lehrmethoden Diana ist von ihrem neuen Lehrer David begeistert. Die Eltern stehen seinen ungewöhnlichen Lehrmethoden und seinem sozialen Engagement (Drogensüchtige und schwangere Teenager berichten in der Schulklasse von ihren Erfahrungen) kritisch gegenüber. Schärfster Kritiker: der konservative Richard Avery. Stärkste Befürworterin: Karen Fairgate, die sich in den Lehrer verliebt. | Let Me Count the Ways         | Henry Levin      | William Hopkins                   | 10.01.1980 (CBS)     | 16.01.1988 (ZDF)             | - Die Szenenbilder dieser Episode waren auch die Titelbilder der deutschsprachigen Bücher zur TV-Serie, die in der 1. und 2. Auflage 1988 und 1992 im Bastei Lübbe Verlag erschienen. |
| 4          | 4         | Angst geht um Laura fühlt sich in ihrer tristen Ehe mit Richard unbeachtet. Sie trifft sich nachmittags in einer Cocktail-Bar mit Männern und gerät an einen Künstler, der sie in sein Atelier einlädt. Er gibt vor, sie porträtieren zu wollen. Als er zudringlich wird und Laura abblockt, vergewaltigt er sie. Er ist der Serien-Vergewaltiger, der in Knots Landing sein Unwesen treibt. Damit ihr Doppelleben nicht auffliegt, identifiziert Laura einen falschen Mann bei der Polizei als Täter. In der Ehe von Kenny und Ginger kriselt es. | The Lie                       | Edward Parone    | Claudia Adams                     | 17.01.1980 (CBS)     | 25.06.2009 (Passion)         | - Diese Episode wurde erst durch den TV-Sender RTL Passion im Jahr 2009 im Original mit deutschem Untertitel ausgestrahlt. |
| 5          | 5         | Wird der Kreislauf nie gebrochen? Lilimae Clements, Vals Mutter, taucht in Knots Landing auf, um ihre Tochter zu besuchen. Alte Wunden zwischen Mutter und Tochter brechen auf. Auch Ginger, Laura und Karen überdenken die Beziehungen zu ihren Müttern und ihrer Kindheit. | Will the Circle Be Unbroken   | David Moessinger | David Jacobs                      | 24.01.1980 (CBS)     | 26.06.2009 (Passion)         | - Die 5-fache Tony Awards Preisträgerin Julie Harris ist in dieser Folge das erste Mal als „Lilimae“ zu sehen, ehe sie ab der 3. Staffel zum festen Schauspiel-Ensemble der Serie gehört. - In Rückblenden spielt Joan Van Ark´s Tochter Vanessa Marshall die Rolle ihrer Mutter „Val“ als junges Mädchen. - Diese Episode wurde erst durch den TV-Sender RTL Passion im Jahr 2009 im Original mit deutschem Untertitel ausgestrahlt. |
| 6          | 6         | Lucy Ewing kehrt heim Lucy Ewing besucht ihre Eltern Gary und Val in Kalifornien. Sie erhofft sich durch ihren Besuch, mit ihren Eltern ein glückliches Familienleben führen zu können. Aber die Geschichten aus der Vergangenheit und die unterschiedlichen Lebensstile der texanischen und kalifornischen Ewing-Familien scheinen eine unüberbrückbare Kluft zu sein. | Home is for Healing           | Roger Young      | Rena Down                         | 31.01.1980 (CBS)     | 29.06.2009 (Passion)         | - Gaststar dieser Folge ist Charlene Tilton. Dies ist die einzige Episode, in der „Lucy Ewing“ ihre Eltern in Kalifornien besucht. - Diese Episode wurde erst durch den TV-Sender RTL Passion im Jahr 2009 im Original mit deutschem Untertitel ausgestrahlt. |
| 7          | 7         | Die Motorrad Gang Die Bewohner von Knots Landing werden von einer Motorrad-Gang terrorisiert. Am Strand werden die Kinder und Frauen überfallen. Dabei wird auch der kleine Michael Fairgate verletzt. Als die Fairgates die Polizei einschalten, wird Diana von der Gang entführt. | Land of the Free              | Nicholas Sgarro  | Clyde Ware                        | 07.02.1980 (CBS)     | 23.01.1988 (ZDF)             | |
| 8          | 8         | Unangenehmer Besuch Sid Fairgates erste Frau, Susan, kommt zu Besuch. Ihr Ziel: Sid zurückzugewinnen. | Civil Wives                   | Kim Friedman     | Jack Turley                       | 14.02.1980 (CBS)     | 30.01.1988 (ZDF)             | - Als „Susan“ ist Claudette Nevins zu sehen. |
| 9          | 9         | Unheimlicher Verehrer? Ginger wird von Mrs. Handleman, der Mutter ihres Ex-Freundes terrorisiert. Mrs. Handleman kam nie über den Verlust ihres Sohnes hinweg, der im Vietnam-Krieg fiel. Als Teenager schwängerte Handlemans Sohn Ginger, die das Baby auf Anweisung ihrer Mutter abtreiben lassen musste. Diese Abtreibung hat Mrs. Handleman Ginger nie verziehen und rächt sich nun an ihr. | The Constant Companion        | Henry Levin      | Robert Gilmer                     | 21.02.1980 (CBS)     | 02.07.2009 (Passion)         | - Als „Mrs. Handleman“ ist Priscilla Pointer zu sehen, die in der Mutterserie Dallas (1978) die Mutter von „Pamela“ und „Cliff Barnes“ darstellte. |
| 10         | 10        | Wie wäre es, wenn... Karen erwartet ein Kind. Sie denkt, mit ihren 37 Jahren sei sie zu alt für eine erneute Schwangerschaft. Sid sieht das anders. Jill, Gingers jüngere Schwester, besucht Knots Landing und verliebt sich in Eric. | Small Surprises               | Nicholas Sgarro  | Robert Gilmer                     | 06.03.1980 (CBS)     | 06.02.1988 (ZDF)             | |
| 11         | 11        | Finanzprobleme Richard Avery hat sich verspekuliert und versucht nun, ein Darlehen aufzutreiben. | Courageous Convictions        | Henry Levin      | Rogers Turrentine & Robert Gilmer | 13.03.1980 (CBS)     | 13.02.1988 (ZDF)             | |
| 12         | 12        | Der tiefe Fall des Gary Ewing (Teil 1) Garys Aufstieg in Sids Autofirma soll gefeiert werden. Als trockener Alkoholiker beginnt Gary, auf der Feier zu trinken. Als Val versucht, dem entgegenzuwirken, wird Gary aggressiv und verschwindet. Er treibt sich in den Kneipen und Bars der Umgebung herum. Val, die versucht hat, Garys Alkoholsucht zu verheimlichen, muss diese nun offenlegen und bittet Nachbarn und Freunde um Hilfe. | Bottom of the Bottle (Part 1) | Roger Young      | Calvin Clements, Jr               | 20.03.1980 (CBS)     | 07.07.2009 (Passion)         | - 1. Teil des Staffelfinales, das in Deutschland das erste Mal durch den TV-Sender RTL Passion im Jahr 2009 im Original mit deutschem Untertitel gezeigt wurde. |
| 13         | 13        | Der tiefe Fall des Gary Ewing (Teil 2) Nachdem Richard Gary in einer Kneipe gefunden hat, hilft er ihm nicht, sondern betrinkt sich mit ihm. Nachdem Gary wieder nach Hause gebracht wird, trinkt er weiter, schlägt Val und randaliert im Haus der Averys. In einer Suchtklinik wird ihm durch einen psychologischen Test erst das Ausmaß seiner Alkoholsucht bewusst und er besucht die Anonymen Alkoholiker. Kennys Affäre mit der Sängerin Sylvie führt zu einem Bruch mit Ginger.                                                             | Bottom of the Bottle (Part 2) | Roger Young      | John Pleshette                    | 27.03.1980 (CBS)     | 08.07.2009 (Passion)         | - 2. und letzter Teil des Staffelfinales, das in Deutschland das erste Mal durch den TV-Sender RTL Passion im Jahr 2009 im Original mit deutschem Untertitel gezeigt wurde. |

### Staffel 2 (1980/1981)
| Nr. (ges.) | Nr. (St.) | Deutscher Titel Inhalt | Originaltitel           | Regie                 | Drehbuch                    | Erstausstrahlung USA | Erstausstrahlung Deutschland | Infos |
| ---------- | --------- | --- | ----------------------- | --------------------- | --------------------------- | -------------------- | ---------------------------- | --- |
| 14         | 1         | Die Anhalterin (Teil 1) Eine junge Frau bittet Sid, sie in seinem Wagen mitzunehmen. Unterwegs verlangt sie 100 Dollar. Als er sich weigert, zu zahlen, schreit sie und täuscht eine Vergewaltigung vor. Die Presse bringt den Fall groß heraus. In Knots Landing taucht Sids Schwester Abby mit ihren Kindern Brian und Olivia auf. | Hitchhike (Part 1)      | Edward Parone         | Don Murray                  | 20.11.1980 (CBS)     | 20.02.1988 (ZDF)             | - Erste Folge mit Donna Mills als „Abby Cunningham“, die die Serie über lange Jahre prägte und durch ihre Rolle einem weltweiten Publikum bekannt wurde. - Erste Folge mit Tonya Crowe als „Olivia Cunningham“ und Robert Jayne (ehemals Bobby Jacoby) als „Brian Cunningham“. - „Sid“-Darsteller Don Murray schrieb das Drehbuch dieser Episode. |
| 15         | 2         | Die Anhalterin (Teil 2) Pam hält ihren Vorwurf aufrecht: Sid hat sie vergewaltigt. Richard Avery erweist sich als Sids Verteidiger als Flop. Durch den neuen Anwalt Stan Lesser kann eine neue Spur gefunden werden, die Sid entlastet... | Hitchhike (Part 2)      | Edward Parone         | Don Murray                  | 27.11.1980 (CBS)     | 27.02.1988 (ZDF)             | - „Sid“-Darsteller Don Murray schrieb das Drehbuch dieser Episode. |
| 16         | 3         | Sorgen mit dem Alkohol Gary und Val besuchen regelmäßige Treffen der Anonymen Alkoholiker. Dort lernen sie den Schriftsteller Earl Trent und seine Frau Judy kennen. Earl hat starke Rückfälle. Gary möchte ihm helfen. In der Ehe von Kenny und Ginger kriselt es. Er betrügt sie mit der Sängerin Sylvie. Auch Abby macht Kenny Avancen und benutzt dafür ihren Neffen Eric. | Remember the Good Times | James Sheldon         | Diana Gould                 | 04.12.1980 (CBS)     | 05.03.1988 (ZDF)             | |
| 17         | 4         | Der Reinfall Gary gerät bei dem Versuch, ein großes Geschäft zu machen, an Betrüger. Richard lernt einen wortgewaltigen Anwalt aus Chicago kennen und glaubt, in dessen Kanzlei Karriere machen zu können. Der Anwalt lässt Richard in letztem Augenblick jedoch fallen. Laura hingegen feiert Erfolge als Immobilienmaklerin. Sids Auszubildende Linda bewundert ihren Chef und verliebt sich in ihn. | Chance of a Lifetime    | Nicholas Sgarro       | John Pleshette              | 11.12.1980 (CBS)     | 26.03.1988 (ZDF)             | - Brian Dennehy spielt in dieser Episode den charismatischen Anwalt „James Cargill“. - Erste Auftritte in der Serie von Allan Miller als „Scooter“ und Denise Galik als „Linda“ (bekannt aus der TV-Serie Flamingo Road). - Das ZDF hat diese Folge bei der deutschen Erstausstrahlung mit der Episode „Verwirrende Gefühle“ (s. u.) in der chronologischen Reihenfolge hinsichtlich der Originalausstrahlung vertauscht. |
| 18         | 5         | Kristin Aus Dallas taucht Kristin Shepard in Knots Landing auf, um die Auswirkungen des Attentats, das sie auf J.R. verübt hat, aus der Ferne mitzubekommen. Auf einer Party wird sie wegen Drogenmissbrauchs verhaftet. Nachdem Gary und Val ihr helfen, beginnt sie eine Romanze mit Kenny, der sich daraufhin Ärger mit Sylvie einhandelt. Dieser möchte nun auch seine Ehe mit Ginger kitten, aber sie ist mittlerweile mit dem Kinderarzt Dr. Russelman liiert. Nachdem Gary Kristins wahre Intention, in Knots Landing unter zu tauchen, durchschaut hat, bittet er sie, die Küstengemeinde zu verlassen.                                                                         | Kristin                 | Nicholas Sgarro       | Diana Gould                 | 18.12.1980 (CBS)     | 15.07.2009 (Passion)         | - Als Gast ist Mary Crosby in dieser Episode zu sehen. Diese Folge ist eine weitere Cross-over-Episode zur Mutterserie Dallas und wurde dem deutschen Publikum erst bei der Ausstrahlung durch RTL Passion im Jahr 2009 gezeigt. Die meisten Cross-over-Episoden wurden 1988 und 1989 vom ZDF nicht gesendet. - Als „Dr. Carl Russelman“ ist der US-amerikanische Film- und Bühnenschauspieler David Haskell zu sehen, der durch seine Interpretation des Judas Iskariot und Johannes der Täufer im Musical Godspell: A Musical Based on the Gospel According to St. Matthew (1973) Bekanntheit erlangte. |
| 19         | 6         | Verwirrende Gefühle Laura geht in ihrem Beruf auf. Richard kümmert sich um den Haushalt und Jason. Er kocht für die ganze Familie - und auch für Abby. Zwischen beiden beginnt es zu knistern. Diana hat sich in ihren Mitschüler Bobby verliebt. Sie sucht Rat bei ihrer Mutter und den Freundinnen. | Step One                | Kim Friedman          | Lorraine Despres            | 01.01.1981 (CBS)     | 26.03.1988 (ZDF)             | - In einer wiederkehrenden Gastrolle als Dianas Freundin „Brenda“ ist die Filmschauspielerin Helen Hunt zu sehen. „Ellie“, eine weitere Freundin Dianas, wird von der Schauspielerin Wendie Jo Sperber (u. a. bekannt aus Zurück in die Zukunft) gespielt. - Michele Lee, die ursprünglich auch als Sängerin und Musicaldarstellerin Erfolge verbuchen konnte, singt in dieser Episode gemeinsam mit ihrer Serientochter Claudia Lonow. |
| 20         | 7         | Der Seitensprung Der alkoholkranke Schriftsteller Earl Trent wird immer wieder rückfällig. Earls Frau Judy verliebt sich in den hilfsbereiten Gary und verführt ihn. Valene erfährt von dem Seitensprung ihres Mannes, doch Gary kann sie davon überzeugen, dass er sie immer noch liebt. Ginger, die mittlerweile eine feste Beziehung mit Carl hat, erfährt, dass sie von Kenny ein Kind erwartet. Sie weiht Kenny, der sie zurückgewinnen möchte, nicht ein und gibt ihm einen Korb. Die Scheidung hat sie bereits eingereicht. | Breach of Faith         | Harvey Laidman        | William Hopkins             | 08.01.1981 (CBS)     | 02.04.1988 (ZDF)             | |
| 21         | 8         | Wer ist der Sündenbock? Michael, der jüngste Sohn der Fairgates, leidet an ADHS. Ein Psychiater kann nicht helfen, zumal beide Elternteile hinsichtlich der Behandlungsmethode unterschiedliche Haltungen haben. Gingers Freund, der Kinderarzt Carl Russelman, stellt schließlich eine Therapie vor, die beide annehmen können, die die komplette Familie aber strapaziert. Gary gerät durch ein dubioses Geschäft mit gestohlenen Auto-Ersatzteilen in eine unangenehme und gefährliche Situation. Abby schlägt vor, Hilfe durch J.R. zu bekommen, aber Gary schlägt die Idee aus. Vorerst...                                                                                         | Scapegoats              | Gabrielle Beaumont    | Tim Maschler                | 15.01.1981 (CBS)     | 09.04.1988 (ZDF)             | |
| 22         | 9         | Kredit von Ewing Oil Gary wird erpresst. Als Abby hört, dass J.R. Ewing zu einem Kongress in die Stadt kommt, besucht sie ihn und bittet um einen Kredit. Der Öl-Boss möchte aber, dass Gary ihn selber bittet. Bei einem Treffen mit Sid, bei dem er dem Texaner seine neueste Erfindung, einen energieeffizienten Automotor vorstellt, wittert J.R. ein Geschäft und möchte in die Forschung und Produktion des Motors einsteigen. Sid lehnt ab. | A Family Matter         | Edward Parone         | David Paulsen               | 22.01.1981 (CBS)     | 16.04.1988 (ZDF)             | - Larry Hagman tritt in dieser Episode als Gast-Darsteller auf. |
| 23         | 10        | Gemeine Machenschaften Als Abby erfährt, dass Judy Gary nicht aufgeben möchte, schmiedet sie einen hinterlistigen Plan. Sie besucht gemeinsam mit Valene das Restaurant, in dem sich Gary und Judy zu einem romantischen Abendessen treffen. Es kommt zu einer peinlichen Szene, die eskaliert. | Choices                 | Kim Friedman          | L. Virginia Brown           | 29.01.1981 (CBS)     | 23.04.1988 (ZDF)             | - Letzte Folge mit Jane Elliot als „Judy Trent“. Elliot is dem TV-Publikum vor allem aus der Seifenoper General Hospital bekannt, in der sie bereits seit 1978 zum Schauspielensemble gehört. |
| 24         | 11        | Wachsendes Misstrauen Die Probleme zwischen Laura und Richard nehmen zu. Nicht zuletzt, weil Richard sich auf eine Affäre mit Abby eingelassen hat. Abby bekommt deswegen auch Ärger mit ihrem Ex-Mann Jeff: er beantragt nun das alleinige Sorgerecht für die gemeinsamen Kinder. | A State of Mind         | Alexander Singer      | Robert Gilmer               | 05.02.1981 (CBS)     | 30.04.1988 (ZDF)             | - In einer Nebenrolle ist der Regisseur Sam Weisman zu sehen. Weisman ist der Ehemann von „Lura“-Darstellerin Constance McCashin. Ursprünglich hatte er für die Rolle des „Richard Avery“ in „Knots Landing“ vorgesprochen, aber die Produzenten entschieden sich für John Pleshette. Weisman und McCashin waren schon mit dem „Knots Landing“ - Produzenten David Jacobs befreundet, bevor das Konzept für „Knots Landing“ stand. |
| 25         | 12        | Die Autopanne Linda und Sid fahren mit dem Testwagen zu einer Probefahrt in die Wüste. Als das Auto liegen bleibt, sieht Linda ihre Chance gekommen, Sid zu verführen. | Players                 | Jeff Bleckner         | Susan Misty Stewart         | 12.02.1981 (CBS)     | 07.05.1988 (ZDF)             | |
| 26         | 13        | Hilfe von Bobby Ewing Als Kenny Ginger in der Schule besucht und sie überreden möchte, zu ihm zurückzukehren, streiten sie sich lautstark vor Gingers Schülern. Später nähern sich beide einander an. Bei Val wird ein bösartiger Tumor im Darm diagnostiziert. Gary kann mit der Diagnose nicht umgehen und hat aufgrund seiner Eskapaden mit Judy Gewissensbisse. Er ruft seine Mutter Miss Ellie in Dallas an und bittet um Hilfe. Sein Bruder Bobby reist nach Knots Landing, um Gary und Val zu unterstützen. Bei der Operation stellt sich heraus, dass der Arzt den Tumor komplett entfernen kann.                                                                               | The Loudest Word        | Kim Friedman          | Joseph B. Wallenstein       | 19.02.1981 (CBS)     | 27.07.2009 (Passion)         | - Patrick Duffy tritt in dieser Folge als Gast-Darsteller auf. - Diese Episode lief das erste Mal im Juli 2009 über RTL Passion im Original mit deutschem Untertitel im deutschsprachigen Fernsehen. Das ZDF hatte sich bei der Erstausstrahlung dagegen entschieden, die Folge zu synchronisieren. |
| 27         | 14        | Abby auf dem Drahtseil Die Männer von Knots Landing laden Kenny zu einem Männerabend ein, um den werdenden Vater gebührend zu feiern; die Frauen treffen sich zur Babyparty in Vals Haus. Während der Feier werden sie von drei Einbrechern überfallen, die sie ausrauben wollen. Diana kann unbemerkt entkommen und ruft die Polizei. Als das Haus von Polizisten umstellt ist, nehmen die Gangster die Frauen als Geiseln und fordern hohe Lösegeldsummen - andernfalls wollen sie sie nacheinander erschießen. Dass Ginger hochschwanger ist, lässt sie kalt. Erst Stunden später und nach einem mutigen Einsatz von Abby können die Frauen entkommen und die Täter gestellt werden. | Moments of Truth        | Jeff Bleckner         | Robert Gilmer               | 26.02.1981 (CBS)     | 28.07.2009 (Passion)         | - Diese Episode unterschlug das ZDF bei der Erstausstrahlung. Man wollte dem deutschen Publikum keine Gewaltszenen im Vorabendprogramm zumuten. Erst im Juli 2009 zeigte der Pay-TV-Sender RTL Passion diese Folge im Original mit deutschem Untertitel. |
| 28         | 15        | Falsche Verdächtigungen Ein Freund bittet Eric Fairgate, ein paar Joints zu verwahren. Karen und Sid entdecken diese und sind außer sich vor Wut. Als Gingers jüngere Schwester Cindy diesen unsauberen Stoff auf einer Party raucht, fällt sie ins Koma. Eric beteuert seine Unschuld, aber sein Vater und Cindys Mutter machen ihm schwere Vorwürfe. Als Cindy aus ihrer Ohnmacht erwacht, klärt sich einiges. | Man of the Hour         | Harvey Laidman        | Sara Ann Freidman           | 12.03.1981 (CBS)     | 14.05.1988 (ZDF)             | |
| 29         | 16        | Freundschaften Val besucht einen Kurs für kreatives Schreiben. Earl Trent übernimmt aushilfsweise den Unterricht an der Uni. Gnadenlos zerreißt er Vals Kurzgeschichten vor den anderen Studenten, um sich an Gary zu rächen. Als Val ihn später zur Rede stellen möchte, wird er zudringlich. | More Than Friends       | Alexander Singer      | Carol Roper                 | 19.03.1981 (CBS)     | 21.05.1988 (ZDF)             | - Letzte Episode mit Paul Ryan Rudd als „Earl Trent“. |
| 30         | 17        | Verschiedene Interessen Abby bringt J.R. die Pläne für Sids energiesparenden Motor ins Hotel. Karen und Val beobachten nichtsahnend, wie Jeff seine und Abbys Kinder entführt, um sie von ihrer Mutter fernzuhalten. Ginger ist von Kenny genervt: für die Geburt der Tochter soll alles perfekt sein. | Designs                 | Nicholas Sgarro       | Diana Gould & Robert Gilmer | 26.03.1981 (CBS)     | 28.05.1988 (ZDF)             | - Diese und die darauf folgende Episode wurden in den USA als 2-teiliges Staffelfinale an einem Abend gezeigt. |
| 31         | 18        | Der Anschlag Gary Ewing ist in die Hände einer Verbrecher-Organisation geraten, die mit gestohlenen Autoersatzteilen und Autos handelt. Gary und Sid werden vom FBI verhört, das die Verbrecher schon lange überführen möchte. Karen kontrolliert mit Richard Garys Geschäftsbücher und bemerkt, dass Abby diese frisiert hat. Abby hat mittlerweile erfahren, dass Jeff ihre Kinder entführt hat. Als Sid mit dem FBI-Agenten im Wagen sitzt, bemerkt er, dass an den Bremsen seines Wagens manipuliert wurde. Der Wagen gerät außer Kontrolle und stürzt über die Klippen. | Squeezeplay             | Joseph B. Wallenstein | John Pleshette              | 26.03.1981 (CBS)     | 04.06.1988 (ZDF)             | - Der erste Cliffhanger der Serie. - Das Drehbuch für die Episode schrieb „Richard“-Darsteller John Pleshette. - Das deutsche Publikum musste sich knapp einen Monat gedulden, ehe die Serie mit der 3. Staffel Anfang Juli 1988 fortgesetzt wurde. |

### Staffel 3 (1981/1982)
| Nr. (ges.) | Nr. (St.) | Deutscher Titel Inhalt | Originaltitel          | Regie                  | Drehbuch                               | Erstausstrahlung USA | Erstausstrahlung Deutschland | Infos |
| ---------- | --------- | --- | ---------------------- | ---------------------- | -------------------------------------- | -------------------- | ---------------------------- | --- |
| 32         | 1         | Auf Leben und Tod Sid und der FBI-Agent hatten einen schweren Unfall. Der Agent hat den Unfall nicht überlebt. Sid liegt gelähmt im Krankenhaus. Karen weicht keine Sekunde von seiner Seite. Gary gibt sich die Schuld daran, dass Sid in die illegalen Autogeschäfte verwickelt wurde, die letztlich zu dem Anschlag und Autounfall geführt haben. | The Vigil              | Jeff Bleckner          | John Pleshette                         | 12.11.1981 (CBS)     | 02.07.1988 (ZDF)             | - Der Rettungsarzt wird von Michael Dorn gespielt, der unter anderem durch die Fernsehserie Star Trek bekannt wurde. - Mit Beginn dieser Staffel änderte sich der Original-Vorspann der Serie drastisch: Während in den beiden ersten Staffeln die Häuser der Sackgasse mit den Bewohnern in Form eines Satellitenbildes eingeblendet wurden, entschloss man sich nun, einzelne Szenen der Serie und Porträtbilder der Darsteller in Bildern auf schwarzem Hintergrund zu zeigen, die sich von rechts nach links über den Bildschirm bewegen. In der deutschen Fassung zeigte man bereits in den ersten beiden Staffeln diesen Vorspann. - John Pleshette, Darsteller des „Richard“ schrieb das Drehbuch dieser Episode. |
| 33         | 2         | Ein schwerer Schock Sid, der schon wieder Hoffnung geschöpft hatte, muss erneut operiert werden. Ein Blutgerinnsel hat sich in der Wirbelsäule gebildet. Abby sucht einen Privatdetektiv auf. Ihre Kinder sind verschwunden. Gary, der sich die Schuld an Sids Unfall gibt, möchte Knots Landing für immer verlassen. Während der Operation erhalten Karen und die Kinder viel Unterstützung durch Nachbarn und Freunde. Nach stundenlangem Warten geschieht das Unfassbare: es kommt während der OP zu Komplikationen und Sid stirbt... | Critical Condition     | Nicholas Sgarro        | Diana Gould                            | 19.11.1981 (CBS)     | 09.07.1988 (ZDF)             | - Letzte Episode mit Don Murray Als „Sid Fairgate“. Murray verließ die Serie, weil er sich mit den Produzenten nicht über die Gage einigen konnte. Außerdem wollte er auch gern wieder mehr Zeit für andere Schauspielprojekte haben. |
| 34         | 3         | Das Leben geht weiter Nach dem tragischen Tod von Sid übernimmt Karen die Leitung des Automobil-Unternehmens. Keiner der Angestellten wird entlassen - mit einer Ausnahme: Abby Cunningham. Karen traut ihr nicht mehr, nachdem sie ihre Schwägerin des Betrugs überführt hat. Abgesehen von ihrer Arbeit lebt Karen zurückgezogen. Sie nimmt zu niemandem Kontakt auf. Nicht einmal zu den Kindern. Ginger Ward bringt eine kleine Tochter zur Welt. | Aftermath              | Kim Friedman           | Ann Marcus, Ellis Marcus & Diana Gould | 26.11.1981 (CBS)     | 16.07.1988 (ZDF)             | |
| 35         | 4         | Dank dem Werbespot Als der Werbespot für „Knots Landing-Motors“ ausgestrahlt wird, bei dem Gary mitwirkt, sind die Nachbarn beeindruckt. Während die Lokalnachrichten gezeigt werden, erblickt Val ihre Mutter Lilimae, die einen Dieb zur Strecke gebracht hat. Lilimae lebt mittlerweile auf der Straße und so entschließt sich Val schweren Herzens, ihre Mutter bei sich auf zu nehmen. | Moving In              | Joseph B. Wallenstein  | Ann Marcus                             | 03.12.1981 (CBS)     | 23.07.1988 (ZDF)             | - Nach ihrem Gastauftritt in Staffel 1 gehört Julie Harris nun zur festen Besetzung der Serie. Harris wurde neben Michele Lee im Jahr 1982 für die Emmy Awards als beste Nebendarstellerin in einer Dramaserie nominiert. Julie Harris wirkte bis zur 199. Episode der Serie mit. |
| 36         | 5         | Unfaires Spiel Jeff hat Abbys Kinder verschleppt. Durch eine Postkarte Olivias und einen Privatdetektiv bekommt Abby heraus, wo ihre Kinder sind. Um sie zurückzugewinnen, spielt Abby Jeff die reuige Ehefrau und Mutter vor; plant sogar eine erneute Hochzeit mit ihm. Am Ende wird er von ihr aber bitter enttäuscht. | The Surprise           | Joseph Manduke         | Ellis Marcus                           | 10.12.1981 (CBS)     | 30.07.1988 (ZDF)             | |
| 37         | 6         | Überraschungen zu Weihnachten Karen bekommt Besuch von ihrem Studienfreund Teddy, dem einzigen Mann in ihrem Leben vor ihrer Ehe mit Sid. Insbesondere von Diana und ihrem politischen Engagement ist Teddy begeistert. Er ist überzeugt davon, dass er ihr Vater ist. | One of a Kind          | Kim Friedman           | Sara Ann Friedman                      | 17.12.1981 (CBS)     | 06.08.1988 (ZDF)             | - „Teddy Becker“ wird von Terry Kiser gespielt. |
| 38         | 7         | Gegen den eigenen Willen Um ihrer Ehe noch eine Chance zu geben, wollen die Averys ein langes Wochenende verbringen. Ausgerechnet zu dem Zeitpunkt soll Richard eine Callgirl-Party für japanische Geschäftsfreunde seiner Anwaltskanzlei arrangieren. Diese läuft aus dem Ruder und Richard muss Callgirl Marnie vor einer Alkoholvergiftung retten. Karens Unternehmen „Knots Landing Motors“ steht vor einer Steuerprüfung. Da sie Abbys Buchhaltung nicht nachvollziehen kann, ist sie gezwungen, ihre Schwägerin wieder einzustellen. | Secrets                | Gabrielle Beaumont     | John Pleshette                         | 24.12.1981 (CBS)     | 13.08.1988 (ZDF)             | - „Marni“ wird von Stepfanie Kramer gespielt. - John Pleshette schreib das Drehbuch für diese Folge. In Pleshettes Drehbüchern gibt es immer wieder Anspielungen auf alte Hollywood-Filme. So auch hier. Der Name „Marni“ wurde durch den gleichnamigen Hitchcockfilm aus dem Jahr 1964 inspiriert. |
| 39         | 8         | Endlich eine Aussprache Während sich Kenny und Ginger über die Kindererziehung streiten, lässt sich Karen dazu überreden, zu einer Selbsthilfegruppe zur Trauerbewältigung zu gehen. Dort lernt sie den Witwer Bill Medford kennen. Beide finden sich sympathisch und gehen aus. Diana findet dies unerträglich und schließt sich aus Trotz einer Rockergruppe an. Sie gerät mit dem Gesetz in Konflikt und kommt kurzzeitig ins Gefängnis. | Mistaken Motives       | Jeff Bleckner          | Rocci Chatfield & Ray Goldstone        | 07.01.1982 (CBS)     | 20.08.1988 (ZDF)             | - „Bill Medford“ wird von David Ackroyd gespielt. Ackroyd war der ursprüngliche Darsteller des „Gary Ewing“ in der TV-Serie Dallas (Fernsehserie, 1978) (1978), ehe Ted Shackelford die Rolle übernahm. |
| 40         | 9         | Spätes Künstlerglück Noch immer träumt Vals Mutter Lilimae von einer Karriere als Folk-Sängerin. Auf einem Seniorennachmittag lernt sie Jackson Mobley kennen, der behauptet, damals ein berühmter Künstleragent gewesen zu sein. Er verleitet Lilimae, mit ihm nach Las Vegas zu fahren, um sich dort trauen zu lassen. Tatsächlich verschafft Mobley Lilimae dort einen Gesangsauftritt, aber er hat es auf das Geld der Familie Ewing abgesehen. Gary und Val können im letzten Moment Schlimmeres verhindern. | The Rose and the Briar | Ernest Pintoff         | Scott Hamner                           | 14.01.1982 (CBS)     | 27.08.1988 (ZDF)             | - „Jackson Mobley“ wird von dem Schauspieler und ehemaligem Casting (Auswahlverfahren)-Direktor Bert Remsen gespielt. |
| 41         | 10        | Im Geisterhaus Laura lädt die Frauen von Knots Landing in ein altes Schloss ein, das sie als Maklerin verkaufen soll. Dort angekommen, findet Abby in einem alten Buch heraus, dass es in dem Schloss spuken soll: der Geist von drei jungen Schwestern soll dort leben. Die drei Schwestern hatten eine schwere Kindheit und nach dem Durchleben zahlreicher traumatischer Erlebnisse beschlossen, das Gebäude niemals zu verlassen. Nach dem Tod der drei Schwestern warten sie nun noch auf den Geist ihrer Mutter, um ins Totenreich gelangen zu können. Gleich bei der Ankunft bemerken die Frauen, dass etwas nicht stimmt: Springbrunnen beginnen zu plätschern, Val gerät in einen Luftzug, der ihr Frostbeulen verursacht, auf den Polaroid-Bildern, die Laura schießt, erscheinen geseiterhafte Gestalten. Als die Frauen das Haus verlassen wollen, springt Karens Wagen nicht mehr an und sie müssen die Nacht im Schloss verbringen. Val kommt das recht: Sie kann die drei kleinen Mädchen als einzige sehen und möchte ihre Mutter sein; so wie sie Lucys Mutter sein will, es aber nicht kann. Valene verfängt sich in der Geschichte und bringt sich in Lebensgefahr. Im letzten Moment kann Lilimae Schlimmeres verhindern... | The Three Sisters      | Kim Friedman           | Daniel J. Franklin                     | 21.01.1982 (CBS)     | 13.08.2009 (Passion)         | - Das ZDF unterschlug diese Folge bei der deutschsprachigen Erstausstrahlung. Als Grund benannte der TV-Sender „künstlerische Gründe“. Erst im August 2009 zeigte RTL Passion diese Episode mit deutschem Untertitel. - Diese Episode wurde durch den Kult-Horrorfilm Bis das Blut gefriert inspiriert. Julie Harris spielte darin die Hauptrolle. - Der Schauspieler Kevin Hagen, der durch die TV-Serie Unsere kleine Farm berühmt wurde, spielt in dieser Folge den unheimlichen Butler. |
| 42         | 11        | Gemeinsames Unternehmen Gary und Pete riskieren für die Eigenproduktion eines methanol-betriebenen Motors ihr Vermögen. Auch Abby interessiert sich für das Projekt. Karen lehnt es ab, ihnen zu helfen. | Power Play             | Bill Duke              | James Bonnet                           | 28.01.1982 (CBS)     | 03.09.1988 (ZDF)             | |
| 43         | 12        | Neue Möglichkeiten Richard bringt den Börsenmakler Charles Linden in die Pokerrunde. Karen und er verlieben sich. Die Reaktion der Kinder ist sehr verhalten. Auch Charles kommt mit Karens Kindern nicht gut zurecht. Ginger entschließt sich, eine Karriere als Sängerin zu machen. Kenny belächelt dies. | Possibilities          | Nicholas Sgarro        | James und Mona Houghton                | 11.02.1988 (CBS)     | 10.09.1988 (ZDF)             | - Kim Lankford tritt in dieser Episode erstmals als Sängerin auf. Lankford, die aus einer musikalischen Familie stammt, kam der Gesangspart sehr gelegen, da sie ihre Rolle als „Ginger“ so erweitern und ihren eigenen Musikstil mit einbringen konnte. - James Houghton, Darsteller des „Kenny“ und seine Schwester Mona schrieben das Drehbuch für diese Episode. |
| 44         | 13        | Die Freundin Victoria Hill, eine alte Schulfreundin von Karen, besucht Knots Landing und veranstaltet dort eine Modenschau. Als Models engagiert sie zähneknirschend die Frauen von Knots Landing. Von Diana ist sie allerdings begeistert. Sie möchte sie mit nach New York nehmen und ihr dort ein Studium als Mode-Designerin ermöglichen. Karen überlegt kurzzeitig, ihre Zelte in Kalifornien abzubrechen, um mit nach New York zu ziehen. Zwischen Victoria und Karen brechen aber alte Konflikte wieder auf, die die Freundschaft der beiden erschüttern. | Reunion                | Joseph B. Wallenstein  | Diana Gould                            | 18.02.1988 (CBS)     | 17.09.1988 (ZDF)             | - „Victoria Hill“ wird von Jessica Walter dargestellt. Walter stand 1970 bereits mit ihrer Serienkollegin Donna Mills für Clint Eastwoods Psychothriller Sadistico vor der Kamera. |
| 45         | 14        | Cricket Rusty, ein alter Freund aus Texas besucht Valene. Er bringt seine kleine Tochter Cricket mit und verschwindet. Seine Tochter lässt er allein zurück. Val und die Nachbarn haben Probleme damit, einen Zugang zu dem verstörten Mädchen zu finden. Um seine Schwester Karen zu unterstützen, zieht ihr Bruder Joe nach Knots Landing. | Cricket                | Nicholas Sgarro        | Ann Marcus                             | 04.03.1982 (CBS)     | 24.09.1988 (ZDF)             | - Erste Folge mit Stephen Macht als „Joe Cooper“. - In der Rolle des „Rusty“ ist erstmals Don Stroud zu sehen. Viveka Davis spielt seine Tochter „Cricket“. |
| 46         | 15        | In bester Absicht Laura eröffnet ihrem Liebhaber Scooter, dass sie schwanger ist. Vater des Kindes: Richard Avery, von dem sie sich getrennt hat. Val hat ihren ersten Roman beendet. Darin berichtet sie ungeschminkt über die Eskapaden der Familie Ewing aus Texas. Abby möchte daraus ihren Nutzen ziehen. | Best Intentions        | Randa Haines           | James und Mona Houghton                | 11.03.1982 (CBS)     | 01.10.1988 (ZDF)             | - James Houghton und seine Schwester Mona schrieben das Drehbuch für diese Episode. - Regie dieser Episode führte Randa Haines, die mit dem Oscar-prämierten Film Gottes vergessene Kinder als Regisseurin berühmt wurde. |
| 47         | 16        | Erinnerungen eines alten Herrn / Ein Fest geht zu Ende Abby lernt den alten Stummfilmregisseur Andrew Douglas kennen. Er überhäuft sie mit Geschenken, da sie ihn an eine verflossene Liebschaft aus den 1920er Jahren erinnert. Als der Filmemacher zu Ehren Abbys eine große Party gibt, endet das Fest tragisch: Douglas mutet sich zu viel zu und stirbt. Abby, die sich Hoffnungen auf sein Erbe gemacht hat, wittert bei der Testamentseröffnung das große Geld. Douglas´ Butler Henry warnt sie. Zu recht: Abby wird bitter enttäuscht. Larry Wilson, der von Abby einen Laufpass erhalten hat, bemüht sich nun um die Witwe Karen. | Silver Shadows         | Nicholas Sgarro        | Ray Goldstone & Rocci Chatfield        | 25.03.1982 (CBS)     | 08.10.1988 (ZDF)             | - Ab dieser Episode hat das ZDF Doppel-Titel für die jeweilige Folge vergeben. Der erste Titel wurde zu Beginn der Episode eingeblendet; der 2. Titel bezog sich auf den zweiten Teil der Folge nach der Werbeunterbrechung. - In der Rolle des Stummfilmregisseurs ist der Schauspieler Lew Ayres zu sehen, der 1930 durch den Kultfilm Im Westen nichts Neues weltberühmt wurde. |
| 48         | 17        | Endgültiger Abschied / Schmerzliche Erkenntnis Karens neuer Bekannter Larry Wilson hat es schwer, Karen für sich zu gewinnen. Zu groß ist die Erinnerung an Karens verstorbenen Mann Sid. Abby und Gary haben Schwierigkeiten mit dem Mathanol-Projekt: Die Gesetze verbieten eine Einfuhr aus Mexiko. Abby will den Senator persönlich aufsuchen. | Letting Go             | Alexander Singer       | Sara Ann Friedman                      | 01.04.1982 (CBS)     | 15.10.1988 (ZDF)             | - Bevor Michele Lee mit Fred Rappaport verheiratet war, war sie 15 Jahre lang die Ehefrau des Schauspielers James Farentino. Der Ehering, den sie in dieser Episode als „Karen“ auf den Grabstein ihres Serien-Gatten „Sid“ legt, war der Ehering von James Farentino. Die Ehe mit ihm ging erst kurz vor dem Dreh dieser Episode zu Ende. - In Video-Rückblenden ist hier noch einmal Don Murray als „Sid Fairgate“ zu sehen. |
| 49         | 18        | Das Manuskript / Die Enthüllung Ein Verleger möchte Vals Buch veröffentlichen, aber Gary befürchtet, seine Familie in Dallas könne dadurch in ein schlechtes Licht gerückt werden. Val willigt einer Nicht-Veröffentlichung zu, bindet dies aber an die Bedingung, dass Gary Abby nur noch zu den regulären Arbeitszeiten bei „Knots Landing-Motors“ sehen darf. Abby, die dies mitbekommt, lockt Gary unter einem Vorwand in ein Lokal, Val erfährt davon und unterzeichnet den Vertrag der Veröffentlichung. Richard Avery soll wieder eine Klientenparty mit Prostituierten organisieren. Als er sich darüber beschwert, nimmt dies die Prostituierte Marni auf Band auf und lässt es einer Nachrichtenagentur zukommen. Der TV-Sender wittert einen Skandal und spielt es in den abendlichen Nachrichten ab. Um sich ins recht Licht zu rücken, distanziert sich Richards Chef von der Klientenparty, gibt an, dies sei Averys Idee gewesen und man werde sich von Richard als Anwalt trennen... | Expose                 | Harvey Laidman         | L. Virginia Brown                      | 08.04.1982 (CBS)     | 22.10.1988 (ZDF)             | |
| 50         | 19        | Unheimliche Nacht / Der Zusammenbruch Ginger hat einen Auftritt als Sängerin in einem Club in San Francisco. Unter einem Vorwand lockt der inzwischen arbeitslose Richard Laura in das gemeinsame Haus. Es entbrennt ein heftiger Streit zwischen den beiden. Als Gary nachschaut, ob alles in Ordnung ist, richtet Richard eine Waffe auf ihn. Gary flieht und ruft die Polizei. Nun hält Richard Laura und Jason als Geiseln im Haus gefangen. Während das Haus von Sicherheitsleuten umstellt wird, wird Richard immer unberechenbarer. Schließlich gelingt es Jason mit Hilfe der Polizisten aus dem Haus zu entkommen. Auch die hochschwangere Laura wird in Obhut genommen. Es stellt sich heraus, dass es sich bei Richards Waffe nur um ein Spielzeug handelt. Er wird in eine psychiatrische Klinik eingewiesen... | Night                  | Alexander Singer       | John Pleshette                         | 15.04.1982 (CBS)     | 29.10.1988 (ZDF)             | - John Pleshette schrieb das Drehbuch. |
| 51         | 20        | Liebe und Enttäuschung / Ein Ausflug aufs Land Abends wartet Val vergeblich auf Gary. Dieser trifft sich erneut mit Abby. Val reagiert verärgert und macht sich nun einen schönen Abend mit Abbys Tochter Olivia. Als sie in einem Lokal in den Bergen das Essen bezahlen möchte, stellt sie fest, dass sie ihr Portemonnaie vergessen hat. Sie arbeitet ihre Schulden als Kellnerin ab. Währenddessen verführt Abby Gary. Lilimae bemerkt dies, da sie Garys Auto bei Abby erblickt. Karen kümmert sich um Richard und besucht ihn in der Klinik. | Acts of Love           | Harvey Laidman         | Jeff Cohn                              | 22.04.1982 (CBS)     | 05.11.1988 (ZDF)             | |
| 52         | 21        | Alles in Scherben / Zerrüttete Verhältnisse Lilimae erzählt ihrer Tochter Val, dass sie Gary immer wieder mit Abby sieht. Die beiden setzen ihre Affäre weiter fort. Val sucht daraufhin Abby auf und bittet um Klarheit. Diese gibt Val zu verstehen, dass sie Gary jederzeit haben könne, wann immer sie wolle. Val ohrfeigt ihre Rivalin. Richard wird aus der Klinik entlassen und möchte Laura zurückgewinnen. | China Dolls            | Joseph B. Wallenstein  | Joseph B. Wallenstein                  | 29.04.1982 (CBS)     | 12.11.1988 (ZDF)             | |
| 53         | 22        | Schwierige Zeiten / Das Liebesnest Laura entdeckt einen Abschiedsbrief von Richard im Müll. Darin kündigt er einen Suizid an. Sie hat Mitleid mit ihm und kehrt zu ihm zurück. Vals Verleger gibt ihrem Buch den Titel „Capricorn Crude“ und engagiert Joe Cooper als Editor. Gary lehnt Vals Buch nach wie vor ab, da er der Meinung ist, Val wolle anhand des Buches mit seiner Familie abrechnen. Lilimae und Karen beobachten zufällig, wie Gary und Abby gemeinsam ein gemietetes Appartement verlassen. Lilimae erpresst Gary mit diesem Wissen und zwingt ihn Vals Buch zu unterstützen und zur Publicity-Party von „Capricorn Crude“ zu erscheinen. Zunächst geht Gary auf den Deal ein, kann sich an jenem Abend aber nicht von Gary trennen. Als er nicht auf der Party erscheint, fährt Karen zum Appartement und erwischt Gary und Abby in eindeutiger Pose. Unbemerkt ist ihr Val gefolgt, die die beiden in flagranti erwischt. Val packt daraufhin ihre Sachen und verlässt Knots Landing... | Living Dangerously     | Lorraine Senna Ferrara | Ellis Marcus                           | 06.05.1982 (CBS)     | 19.11.1988 (ZDF)             | |

### Staffel 4 (1982/1983)
| Nr. (ges.) | Nr. (St.) | Deutscher Titel Inhalt | Originaltitel                                    | Regie                  | Drehbuch                              | Erstausstrahlung USA | Erstausstrahlung Deutschland | Infos |
| ---------- | --------- | --- | ------------------------------------------------ | ---------------------- | ------------------------------------- | -------------------- | ---------------------------- | --- |
| 54         | 1         | Energischer Entschluß / Auf Gangsterjagd Nachdem Val Gary verlassen hat, zieht sie sich in ein Motel zurück, um ein neues Buch zu schreiben. Als Karen erfahren hat, dass die Männer, die am Unfalltod ihres Mannes beteiligt waren, aus Mangel an Beweisen freigelassen werden, bittet sie den Staatsanwalt Mack MacKenzie um Hilfe. Sie möchte, dass das Verfahren wieder aufgenommen wird. Sie weiß, dass der Wagen von Sid manipuliert wurde. Überdies feuert sie Gary aus Wut über sein Verhalten gegenüber Val... | A Brand New Day                                  | Nicholas Sgarro        | John Pleshette                        | 30.09.1982 (CBS)     | 26.11.1988 (ZDF)             | - Neu in der Serie: Kevin Dobson als „Marion (Mack) Patrick MacKenzie“. Dobson spielte die Rolle des „Mack“ bis zum Serienende. Den Seriennamen „Marion Patrick“ kreierte er selber. Er benannte seine Serienrolle nach seinen Kindern Mariah und Patrick. - John Pleshette schreib diese Episode. |
| 55         | 2         | Daniel / Happy End J.R. taucht in Knots Landing auf und zieht Erkundigungen über den Verlag ein, der Vals Buch heraus bringt. Er kauft ihn kurzerhand auf und integriert ihn in den Ewing-Konzern. Karen sucht weiter nach Beweisen an dem Mord an Sid. Als Richard seine hochschwangere Frau Laura ins Krankenhaus fahren möchte, weil die Wehen eingesetzt haben, fährt er das Auto vor Aufregung auf eine Wiese, wo es liegen bleibt. Nun muss er Laura helfen, das Kind zur Welt zu bringen. Es wird ein Junge geboren, dem die Eltern den Namen Daniel geben. | Daniel                                           | Joseph B. Wallenstein  | John Pleshette                        | 07.10.1982 (CBS)     | 03.12.1988 (ZDF)             | - Im Original-Abspann wird ein Bild von Laura und ihrem neugeborenen Baby eingeblendet. Dieses Bild zeigt Constance McCashin mit ihrem Sohn Daniel Weisman, der die ersten Jahre auch den Filmsohn seiner Mutter spielte. - John Pleshette schrieb diese Episode. |
| 56         | 3         | Die Entdeckung/Es bleibt nur Bitternis Auf einer Gartenparty, die Laura und Richard anlässlich der Geburt von Daniel geben, stellt Karen den Nachbarn ihren neuen Freund Mack vor. Sie erfährt, dass Wanye am Tag von Sids Unfall doch noch in der Werkstatt war. Nun glaubt die Witwe, dass Wayne ihren Mann auf dem Gewissen hat. Richard beabsichtigt, ein Restaurant zu eröffnen und Gary trifft in einem Restaurant auf die Sängerin Ciji Dunne. Er ist von ihrer Stimme so begeistert, dass er einen Auftritt von ihr besucht und sie Kenny Ward vorstellt. Ginger reagiert eifersüchtig. Währenddessen versucht Lilimae mit einem Trick, Gary und Val wieder zusammenzubringen. Vergeblich. | Encounters                                       | Alexander Singer       | James und Mona Houghton               | 14.10.1982 (CBS)     | 10.12.1988 (ZDF)             | - In der Rolle der Sängerin „Ciji“ ist Schauspielerin und Sängerin Lisa Hartman zu sehen, die zuvor als neurotische Sängerin „Neely“ in der TV-Serie „Das Tal der Puppen“ und den Wes-Craven-Film Tödlicher Segen bekannt wurde. Hartman brachte 4 Solo-Alben aus dem Bereich Rockmusik heraus. Einige ihrer Songs aus dem Album „Letterock“ gab sie als „Ciji“ in der Serie zum besten. Heute hat sie sich der Country-Musik verschrieben. - James Houghton und seine Schwester Mona schrieben das Drehbuch.                        |
| 57         | 4         | Hilfe aus dem Hintergrund Karen entdeckt in alten Rechnungen Schecks der Gesellschaft von Roy und Frank. Wenig später wird sie verfolgt. Laura ist der Meinung, Richard stecke zu viel Geld in sein Restaurant. Finanzielle Unterstützung erhält er von Karen. Kennys Boss möchte sich Cijis Demotape nicht anhören. So beschließen Gary und Kenny ein eigenes Demotape zu produzieren. Vals Verlegerin, Bess Riker, schickt ihr den Boten Chip Roberts nach Hause, um ihr die neuen PR-Fotos für das Buch zu zeigen. Chip schmeichelt sich bei Lilimae und Val ein und gibt vor, ein Publizist und PR-Manager zu sein. Val hat in der „Mike Douglas Show“ einen Auftritt und wird neben Zsa Zsa Gabor und Billy Curtis von Talkmaster Mike Douglas interviewt. | Svengali                                         | Nicholas Sgarro        | Oliver Clark                          | 21.10.1982 (CBS)     | 08.09.2009 (Passion)         | - Diese Episode lief das erste Mal im September 2009 auf RTL Passion im Original mit deutschem Untertitel im deutschsprachigen Fernsehen. Das ZDF hatte sich bei der Erstausstrahlung dagegen entschieden, die Folge zu synchronisieren. - Die Geststars dieser Folge sind Zsa Zsa Gabor, Billy Curtis und Talkmaster Mike Douglas. Alle drei spielen sich selbst und Mike Douglas tritt in seiner Rolle als Talkmaster in seiner eigenen Talkshow - Erste Folge mit Michael Sabatino als „Chip“.                                    |
| 58         | 5         | Sühne und Erbschaft / Musik und Kerzenlicht Karen wird bei einer Fahrt durch die Stadt von einem Auto verfolgt. In Panik flieht sie zu Mack ins Gerichtsgebäude. Gary wird nach Dalls eingeladen. Das Testament seines verstorbenen Vaters Jock wird eröffnet. Val weigert sich, mit ihm nach Dallas zu fahren. Ginger ist eifersüchtig auf die Sängerin Ciji, die nun von Kenny gemanagt wird. Abends treffen sich alle Nachbarn und Freunde in Richards neu eröffneten Restaurant „Daniel’s“. Später stoßen auch Karen und Mack dazu. Durch einen Trick konnten Sids Mörder überführt werden. | Catharsis                                        | Alexander Singer       | Doran William Cannon                  | 28.10.1982 (CBS)     | 17.12.1988 (ZDF)             | |
| 59         | 6         | Gary Ewing in Dallas / Ladies und Limousinen Gary ist nach Dallas gefahren und erfährt, dass er von seinem Vater 10 Millionen Dollar geerbet hat. Aufgrund seiner Vorgeschichte der Alkoholsucht darf er vorerst nur die Zinsen kassieren. Abby ist Gary nach Dallas gefolgt und J.R. möchte, dass sein Bruder so schnell wie möglich wieder aus der Stadt verschwindet. Unglücklicherweise ist gerade auch Val in Dallas, um für ihr neues Buch zu werben. Wie es der Zufall will, wohnt sie im selben Hotel, wie Gary und Abby. Es kommt zu einem Zusammentreffen... Chip wird von seiner Chefin Bess Riker gefeuert. Aus Mitleid nimmtLilimae den jungen Mann bei sich auf. Mack hat Probleme mit Diana: diese kann seine selbstverliebte Art nicht ausstehen. Sie lehnt ihn aus tiefstem Herzen ab. | New Beginnings                                   | Lorraine Senna Ferrara | Mann Rubin                            | 29.10.1982 (CBS)     | 14.01.1989 (ZDF)             | - Diese Episode wurde in den USA unmittelbar nach der Dallas-Folge „Jocks Wille“ ausgestrahlt und wurde nur einen Tag nach der vorangegangenen Folge zu sehen. - Larry Hagman und Patrick Duffy sind hier das letzte Mal als Gast-Darsteller in „Knots Landing“ zu sehen. |
| 60         | 7         | Aller Anfang ist schwer / Geld und Macht Abby ist wütend, als sie erfährt, dass Gary einen Teil seines Erbes in die Unterstützung der aufstrebenden Sängerin Ciji Dunne stecken möchte. Kenny soll das Album produzieren. Auch Richard wird bedacht: Gary möchte sein Restaurant finanziell fördern. Hinter Garys Rücken bindet Abby Richard eine Vereinbarung, nach der Richard ohne Abby keinerlei Mitspracherecht hat, wofür das Restaurant-Geld investiert wird. Val ist verärgert darüber, dass Lilimae Chip im Haus aufgenommen hat. Bei einer Begegnung verliebt sich Ciji in Chip. Auch Diana hat ein Auge auf Chip geworfen. Ohne das Wissen ihrer Mutter schenkt sie ihm ein neues Auto. Karen und Mack verbringen ein Camping-Wochenende. Dies endet in einem Fiasko, da sich beide unentwegt streiten. | Investments                                      | Nicholas Sgarro        | Patricia M. Green                     | 04.11.1982 (CBS)     | 28.01.1989 (ZDF)             | |
| 61         | 8         | Ein großer Auftritt / Großzügige Bewirtung Gary und Abby ziehen in ein Haus am Meer. Um Garys Investitionen zusammenzufügen, schlägt Abby Richard vor, dass Ciji fortan in seinem Restaurant als Sängerin auftreten soll. Richard lehnt vehement ab, gibt jedoch nach, als Abby ihm droht, Garys Geldhahn abzudrehen. Val traut Chip nicht. Um diesen bemühen sich gleich drei Frauen: Lilimae bemuttert ihn, durch Diana möchte er in die gehobenen Kreise von Knots Landing eingeführt werden und mit Ciji verbindet ihn wahre Leidenschaft. Cijis Auftritt in Richards Restaurant wird zu einem großen Erfolg. | Man in the Middle                                | Lorraine Senna Ferrara | Richard Gollance                      | 18.11.1982 (CBS)     | 04.02.1989 (ZDF)             | - Lisa Hartman covert in dieser Episode den Song „Sometimes When We Touch“. Der Song stammt von Dan Hill und wurde auch schon von Bonnie Tyler interpretiert. |
| 62         | 9         | Ertappt und enttäuscht / Ein Vertrauensbruch Abby lädt den berühmten Plattenproduzenten Jeff Munson ein, damit er sich von Cijis Talent überzeugt. Kenny ist davon nicht begeistert. Er hat Angst, vom Munson ausgebootet zu werden. Jeff Munson kennt Val aus anderen Zusammenhängen und fragt sie vor Gary nach einem Date. Gary reagiert eifersüchtig. Er verbringt fortan viel Zeit mit Ciji - zum Missfallen von Abby. Diana hat sich Mack gegenüber mal wieder schlecht benommen. Als sie sich entschuldigen möchte, trifft sie in seinem Appartement auf die halbnackte Patrice. Diese ist nur eine Nachbarin, die bei Mack duscht, da ihre eigene Dusche defekt ist. Diana interpretiert die Situation anders und berichtet davon ihrer Mutter. | The Best Kept Secret                             | Lorraine Senna Ferrara | Richard Gollance                      | 02.12.1982 (CBS)     | 11.02.1989 (ZDF)             | - Lisa Hartman singt in dieser Folge den Song „If Love Must Go“ von ihrem dritten Soloalbum „Letterock“ (1982). Dieses Album legte die Plattenfirma RCA Records unter dem Titel „Lisa Hartman“ im Jahr 1983 aufgrund von Hartmans Popularität in „Knots Landing“ neu auf. |
| 63         | 10        | Ein Notfall / Wer ist selbstlos? Gegen Karens ausdrücklichen Willen, fährt Diana mit Gary und Abby in ein gemeinsames Wochenende. Unterwegs bricht Diana zusammen und muss ins Krankenhaus. Akutes Nierenversagen. Sie benötigt dringend eine Spenderniere. Karen und ihre Söhne kommen aufgrund der Blutgruppe nicht in Frage. Abbys Blutgruppe würde passen. Wird sie ihrer Nichte helfen? Jeff Munson erklärt sich bereit, mit Ciji zu arbeiten. Allerdings möchte er das Album selbst produzieren. Ginger schreibt einen eigenen Song und spielt ihn Kenny vor. Als Ciji ihn abends im „Daniel’s“ singt, ist Ginger außer sich vor Wur. Sie stürmt in Cijis Garderobe und droht ihr... | Emergency                                        | Larry Elikann          | Diana Gould                           | 09.12.1982 (CBS)     | 18.02.1989 (ZDF)             | |
| 64         | 11        | Die Transplantation/ Abbys Entscheidung Abby entscheidet sich zunächst gegen eine Nierentransplantation. Ein Gespräch mit Diana stimmt sie um und sie lässt den Eingriff vornehmen. Laura und Ciji freunden sich an und verbringen viel Zeit miteinander. Als Ciji an ihrem 25. Geburtstag abermals von Chip versetzt wird, bereitet Laura ihrer neuen Freundin eine schöne Geburtstagsfeier. Chip, der Diana im Krankenhaus besucht, schenkt ihr ein Collier, das eigentlich Cijis Geburtstagsgeschenk sein sollte. Kenny spricht Gary auf das Gerücht an, dass Jeff Munson Cijis Album produzieren soll. Gary weiß nichts von Abbys Absprache mit Munson und beruhigt Kenny. Dianas und Abbys Operation verläuft gut. | Abby's Choice                                    | Joseph B. Wallenstein  | Oliver Clark                          | 16.12.1982 (CBS)     | 25.02.1989 (ZDF)             | |
| 65         | 12        | Die Straßenparty / Die Begegnung Da es in Knots Landing viele neue Nachbarn gibt, kommt Karen die Idee, eine Straßenparty zu veranstalten: Richard und Laura sorgen für das Catering, Ciji und ihre Band für die Musik. Als Gastsängerin tritt Lilimae auf. Unterdessen besucht Macks Vater Peter überraschend seinen Sohn. Er eröffnet seinem Sohn, dass er in Kalifornien seinen Lebensabend verbringen möchte. Zeit seines Lebens hat Mack unter dem patriarchalischen Vater gelitten. Als er erfährt, dass Peter an Leukämie erkrankt ist, dass er Sterbehilfe leisten soll und sein Vater aus eigennützigen Motiven nach Knots Landing ziehen möchte, reagiert er verärgert. Er weist seinem Vater die Tür. Chip zwingt Ciji, einen Vertrag zu unterzeichnen, der ihm 25 % ihrer Einnahme zusichert. Val und Jeff Munson freunden sich an. | The Block Party a.k.a. For All That, An All That | Nick Havinga           | Sara Ann Friedman                     | 30.12.1982 (CBS)     | 04.03.1989 (ZDF)             | - Lisa Hartman und Julie Harris singen gemeinsam den berühmten Folksong „Will The Circle Be Unbroken“. Außerdem singt Hartman den Song „New Romance“ ihres Albums „Letterock“. Dieser Song wird im weiteren Verlauf der Serie zu einer Art Leitmotiv für die Rolle der „Ciji Dunne“. - Jeff Corey ist hier in der Rolle des „Peter MacKenzie“ zu sehen. Er war ein gefragter Charakterdarsteller. Zu Zeiten des Komitee für unamerikanische Umtriebe geriet seine Karriere ins Stocken, da er auf die Schwarze Liste gesetzt wurde.  |
| 66         | 13        | Jemand zieht geschickt die Fäden / Scheidung in Sicht Ciji ist schwanger. Als sie dem werden Vater Chip davon erzählt, versucht er sie zur Abtreibung zu überreden. Als Ciji konsequent ablehnt, wird er handgreiflich und droht ihr. Trost findet die Sängerin bei Laura. Abby verkauft Munson Cijis Plattenvertrag. Kenny soll als Produzent engagiert werden, aber Abby macht Munson klar, dass er den Vertrag nur erhält, wenn Kenny nicht beteiligt wird. Als Abby Kenny mitteilt, dass er us dem Geschäft ist, kommt es zu einer handfesten Auseinandersetzung zwischen Kenny und Gary. Abby sucht Garys Anwalt Westmont auf: Sie überzeugt ihn, ihre Interessen zu vertreten, sollte Gary sie nicht heiraten. Chip erhält das Angebot einer Verlagsagentur. Er bekommt eine Anstellung, wenn er zwei unveröffentlichte Kapitel von Vals neuem Buch aushändigt. Er stiehlt die Kapitel. Val verbringt unterdessen ein romantisches Wochenende mit Jeff Munson in New York und unterzeichnet die Scheidungspapiere. | Cutting the Ties That Bind                       | Ernest Pintoff         | Michael L. Grace                      | 06.01.1983 (CBS)     | 11.03.1989 (ZDF)             | - Jon Cypher stellt den Plattenproduzenten „Jeff Munson“ dar. |
| 67         | 14        | Nun lass es uns doch wagen / Der Klügere gibt nach Gary bietet Kenny einen Job an, aber der lehnt dankend ab: Nie wieder möchte er geschäftlich etwas mit Abby oder ihm zu tun haben. Unterdessen versucht Ginger, Gary die Augen zu öffnen: Abby intrigiere hinter seinem Rücken und sie war es, die Kenny aus dem Vertrag geboxt habe; nicht Jeff Munson. Chip versucht weiterhin, Ciji zur Abtreibung zu drängen. Nach anfänglicher Skepsis bleibt sie aber bei ihrer Entscheidung, das zu Kind zu behalten. Zu sehr wünscht sie sich eine eigene Familie, nachdem sie viel Zeit mit Laura und ihren Kindern verbracht hat. Eine Trennung von Chip würde sie sogar in Kauf nehmen, wenn er bei seiner Meinung bleibe. Bei Karen taucht Teddy Becker, Karens Jugendfreund auf. Mack reagiert eifersüchtig. | And Teddy Makes Three a.k.a. Decisions           | Kim Friedman           | Joel Steiger                          | 13.01.1983 (CBS)     | 18.03.1989 (ZDF)             | - Während „Teddy Becker“ in Staffel 3 noch von Terry Kiser gespielt wurde, stellt ihn nun Steven Keats dar. |
| 68         | 15        | Hochzeit in Las Vegas / In den Schlagzeilen Ein Skandalblatt druckt die beiden Kapitel von Vals neuem Buch ab. Val ist schockiert: waren dies doch die Tagebucheintragungen über ihre gescheiterte Ehe mit Gary und in der Rohfassung nie für die Öffentlichkeit bestimmt. Zu recht verdächtigen sie und Jeff den zwielichtigen Chip Roberts. Als Gary seinen Lebenswandel mit der Schlagzeile „Alkohol und Frauen machen mein Leben zur Hölle...“ in der Presse liest, beschimpft er Val lautstark. Es kommt zu einer Schlägerei mit Jeff. Um sich an Ciji zu rächen, verbreitet Chip vor Lilimae und Val das Gerücht, sie habe ein Verhältnis mit Gary. Gary ist unglücklich, da Abby und er mittlerweile das Vertrauen zu vielen alten Freunden verloren haben. Als er kein Gehör bei Abby findet, nimmt sich Gary einen Drink und wird wieder rückfällig... Währenddessen stecken Karen und Mack in den Hochzeitsvorbereitungen. Da diese sehr chaotisch verlaufen, brennen beide durch und heiraten ad hoc in Las Vegas. | To Have and to Hold                              | Ernest Pintoff         | Michael Petryni                       | 21.01.1983 (CBS)     | 25.03.1989 (ZDF)             | - Diese Episode wurde bei der Erstausstrahlung in den USA an einem Freitagabend zur eigentlichen Sendezeit von Dallas gezeigt. |
| 69         | 16        | Eine neue Familie / Fragwürdige Methoden Gut gelaunt kehren Mack und Karen von der Hochzeitsreise zurück, aber ihre Stimmung wird getrübt: Eric, Michael und Diana sind verärgert darüber, dass die beiden durchgebrannt sind und die Hochzeit nicht mit der Familie gefeiert haben. Insbesondere zu Eric und Diana lehnen Mack als Stiefvater ab. Während der Studioaufnahmen zu ihrem Debütalbum wird Ciji von dem betrunkenen Gary gestört. Er stürmt im Alkoholrausch in das Tonstudio, beschimpft Abby und macht sie und sich für das Unglück in Knots Landing verantwortlich. Jeff erfährt, dass Vals Skript durch Chips Verschulden veröffentlicht wurde. Lilimae vergibt Chip, nachdem er ihr unter Tränen Reue vorspielt. Ciji hat eine harte Zeit: sie glaubt, von niemandem in Knots Landing gemocht zu werden: Abby, Kenny und Ginger hassen sie, Chip lasse sie immer im Stich und alle anderen sehen in ihr den Profit. Bei Laura weint sie sich aus. Die Freundschaft der Frauen wächst, was Richards Eifersucht voran treibt. Als Ciji wieder in ihr Appartement zurückkehrt, taucht der volltrunkene Gary auf. Er möchte bei ihr bleiben, da er wieder einen Streit mit Abby hatte. | A New Family                                     | Bill Duke              | Robert Bielak                         | 27.01.1983 (CBS)     | 01.04.1989 (ZDF)             | - Lisa Hartman singt in dieser Episode den Song „Games“ von ihrem Album „Letterock“. |
| 70         | 17        | Am Morgen danach / Schatten der Vergangenheit Gary schläft bei Ciji seinen Rausch aus. Später am Tag taucht Abby in Cijis Appartement auf und droht der Sängerin, Gary in Ruhe zu lassen. Trost findet Ciji bei Laura, aber Richard verdächtigt die Frauen, eine lesbische Beziehung zu haben. Beim Aufräumen entdeckt Ciji einen alten Zeitungsartikel, der ihren Freund Chip als einen gesuchten Gewaltverbrecher namens Tony Fenice enttarnt. Als sie ihn zur Rede stellt, warnt Chip Ciji, ihren Mund darüber zu halten. Ciji beendet die Beziehung. Er solle sie fortan in Ruhe lassen. Andernfalls enttarne sie ihn. Val gibt sich die Schuld an Garys Rückfall. Als sie ihren Ex-Mann auf dem Polizeirevier abholen möchte, kommt es zu einer Auseinandersetzung zwischen ihr und Abby. Diese nutzt Garys Vollrausch und lässt ihn einen Vertrag unterzeichnen, der ihr freie Hand über sein Vermögen einräumt, da er unter Alkoholeinfluss nicht zurechnungsfähig ist. | The Morning After                                | Jeff Bleckner          | Diana Gould                           | 03.02.1983 (CBS)     | 08.04.1989 (ZDF)             | |
| 71         | 18        | Neue Partner, neue Pläne / Die Tote am Strand Richard versteift sich in den Gedanken, seine Frau Laura und Ciji haben eine lesbische Beziehung. Genug für Laura: Sie beendet ihre Ehe mit Richard. Als er Ciji und Laura später Arm in Arm in seinem Haus sieht, dreht er durch und wirft die Sängerin brutal heraus. Chip beabsichtigt, nach New York zu ziehen und möchte Diana mitnehmen. Diese willigt sofort ein und handelt sich Ärger mit Karen ein. Der betrunkene Gary ruft Val an und bittet sie weinend, ihm zu helfen. Dann ist die Leitung tot. Val macht sich sofort auf die Suche. Es ist der Abend von Cijis Album-Release-Party im „Daniel’s“ und die Sängerin bereitet sich dafür in ihrem Appartement vor: Chip taucht mit Blumen bei Ciji auf. Sie droht ihm damit, seine wahre Identität preiszugeben und wirft ihn hinaus. Kurz darauf erscheint Val bei Ciji, da sie Gary bei ihr vermutet. Während Val Gary in dem Appartement sucht, geraten die Frauen in einen Streit, in dessen Verlauf Val Ciji schubst. Sie schlägt mit ihrem Kopf gegen den Tisch und wirft Val aus der Wohnung. Unterdessen packt Richard Cijis Sachen im Restaurant zusammen. Er macht sie für das Scheitern seiner Ehe verantwortlich. Nie mehr solle sie in dem Restaurant auftreten. Unterdessen warten alle im „Daniel’s“ auf Ciji, die nicht auftaucht. Vor allem Laura wird nervös. Sie glaubt, ihrer Freundin sei etwas zugestoßen. Als Ciji nicht auftaucht, ergreift Ginger die Chance und gibt Cijis Songs zum Besten. Am „Colonel Beach“ wird währenddessen die Leiche einer jungen Frau an Land gespült: Es ist Ciji Dunne! | Celebration                                      | Bill Duke              | Mann Rubin                            | 10.02.1983 (CBS)     | 15.04.1989 (ZDF)             | - Die Publicity-Fotos und Plakate, die in dieser Folge von „Ciji“ im Restaurant aufgehängt werden, sind die Bilder des Front- und Backcover von Lisa Hartmans Album „Letterock“. - Diese Episode wurde als eine der prägendsten Folgen von „Knots Landing“ gezeigt, als die Serie im Paley Center For Media aufgenommen wurde. |
| 72         | 19        | Der Tod einer Sängerin / Es gibt keine Erinnerung Vom Alkohol völlig benebelt, wacht Gary am Morgen am Strand auf. Er macht sich schwankend auf den Heimweg. Nach einigen Schritten wird er auf eine Menschenmenge, die sich um eine tote Frau schart. Als Gary erkennt, dass es sich bei der Leiche um Ciji handelt, rennt er panisch nach Hause. Mack MacKenzie nimmt sich gemeinsam mit Janet Baines des Mordfalles an und ordnet die Obduktion an. Nun weiß auch die Öffentlichkeit, dass Ciji schwanger war. Chip möchte nach New York ziehen, dort eine Bleibe finden und Diana nachholen. Laura ist voller Trauer und lässt ihre Wut über Cijis Tod an Richard aus. Janet Baines ist davon überzeugt, dass Ciji ermordet wurde. Als sie die Bewohner von Knots Landing befragt, stellt sich heraus, dass fast jede(r) ein Motiv gehabt haben könne, die Sängerin zu ermorden. Einer der Hauptverdächtigen: Gary, der neben Cijis Leiche aufgewacht ist und sich an Cijis Mordnacht nicht erinnern kann. Er wird verhaftet. | The Loss of Innocence                            | Alexander Singer       | Kathleen A. Shelly & Michael Filerman | 17.02.1983 (CBS)     | 22.04.1989 (ZDF)             | - Joanna Pettet stellt ab dieser Episode die Staatsanwältin „Janet Baines“ dar. In Deutschland wurde sie von Manuela Renard synchronisiert. - Vorerst letzte Episode mit Lisa Hartman als „Ciji“, ehe die Darstellerin aufgrund einer großen Zuschauer-Resonanz in einer anderen Rolle zur Serie zurückkehrte. |
| 73         | 20        | Krank hinter Gittern / Schuldgefühle Richard bemüht sich, Laura über Cijis Verlust hinweg zu helfen. Er legt sogar ein gutes Wort für Ciji vor deren Mutter ein, als sie die Wohnung der Sängerin leer räumen und dabei auf Mrs. Dunne treffen. Diese hat kein nettes Wort für ihre verstorbene Tochter übrig. Ciji sei ein „Vamp ohne Moral“ gewesen. Chip entscheidet sich nun, doch in Knots Landing zu bleiben, um Val zu unterstützen. Diese hat sich von Jeff Munson getrennt. Gary muss in Untersuchungshaft. Für 5 Millionen Dollar könne er frei gekauft werden, aber Abby möchte, dass er in der Zelle ausnüchtert. Er leidet nun unter schweren Entzugserscheinungen. Als Karen Val erzählt, dass Ciji nicht ertrunken ist, sondern an den Folgen eines Schlags auf den Kopf starb, glaubt Val, sie habe die Sängerin auf dem Gewissen. Gary habe Ciji ihrer Meinung nach gefunden und die Leiche ins Meer geworfen, um seine Ex-Frau Val zu schützen. Val ist die einzige, die von ihrer Story überzeugt ist. Zum Entsetzen Lilimaes zeigt sie sich des Mordes an und wird verhaftet. | The Fatal Blow                                   | Larry Elikann          | Richard Gollance                      | 24.02.1983 (CBS)     | 29.04.1989 (ZDF)             | |
| 74         | 21        | Das letzte Foto / Selbstbezichtigung Val wird in U-Haft genommen und befragt. Als Abby davon erfährt, beginnt sie laut zu lachen. Das Lachen vergeht ihr, als sie auf Lilimae trifft, die Abby des Mordes beschuldigt. In Cijis Appartement treffen Val und Gary – beide des Mordes verdächtigt – aufeinander. Gary rastet aus und will den Polizisten erklären, dass Val nichts mit Cijis Ermordung zu tun habe. Lilimae bemerkt unterdessen, dass Chip ein Blender ist – und macht ihn für das Unglück verantwortlich, dass ihrer Familie und den Freunden widerfahren ist. Sie wirft ihn aus dem Haus. Val wird aus der Haft entlassen und Richard trifft eine Entscheidung: Still und heimlich verlässt er Knots Landing... | The Burden of Proof                              | Alexander Singer       | Diana Gould                           | 03.03.1983 (CBS)     | 06.05.1989 (ZDF)             | - Letzte reguläre Folge mit John Pleshette, ehe er als Gastdarsteller in Staffel 9 zurückkehrt. Der Darsteller wollte nach seinem Ausstieg gern als Regisseur für die Serie arbeiten. Zu der Zeit lehnten die Produzenten aber ab, dass jemand von den Darstellern Regie führen durfte. Einige Jahre später sah das anders aus: John leshette führte für einige Episoden Regie. |
| 75         | 22        | Willige Opfer / Verdachtsmomente Als Laura realisiert, dass sie von Richard verlassen wurde, ist sie der festen Überzeugung, dass er auf der Flucht und Cijis Mörder ist. Sie zeigt ihn bei der Polizei an. Jeff Munson möchte Knots Landing verlassen und bietet Kenny einen Job und Ginger einen Plattenvertrag in Nashville an. Beide nehmen das Angebot an und verlassen Knots Landing. Auch Chip und Diana verlassen die Küstengemeinde. Zuvor versucht Karen Diana davon abzubringen, da sie Chip nicht traut. Gary wird immer phlegmatischer im Gefängnis. Er schenkt Abby und dem Anwalt Westmont kein Gehör. Neben Val erhält er auch Besuch von Kenny. Sie alle wollen ihn davon überzeugen, dass er nicht Cijis Mörder sein kann. Er solle endlich an seine Unschuld glauben und in die Verteidigung gehen, da Cijis Mörder ansonsten nie gefasst werden könne. Unterdessen wird Lilimae von einem Privatdetektiv aufgesucht. Dieser befragt sie nach Chip Roberts und klärt über dessen kriminelle Vergangenheit auf. Hilfesuchend wendet sich Lilimae an Karen. Karen ist schockiert und will Diana vor Chip warnen. Zu spät: Ihre Tochter hat Knots Landing bereits mit Chip verlassen. | Willing Victims                                  | David Jacobs           | Peter Dunne                           | 10.03.1983 (CBS)     | 13.05.1989 (ZDF)             | - Letzte Folge mit Kim Lankford und James Houghton. Houghton verließ die Serie auf eigenen Wunsch. Seine Serienpartnerin Kim Lankford hätte gern noch die Rolle der „Ginger“ weiter gespielt. Die ursprüngliche Idee, mit den „Wards“ eine „Knots Landing“-Spinoff-Serie, die in Nashville spielt, zu kreieren, wurde verworfen, da James Houghton der Schauspielerei fernbleiben wollte. Er setzte seinen Fokus fortan auf das Schreiben von Drehbüchern. Hier war er vor allem für die Seifenoper Schatten der Leidenschaft aktiv. |

### Staffel 5 (1983/1984)
| Nr. (ges.) | Nr. (St.) | Deutscher Titel | Originaltitel                 | Regie                  | Drehbuch                  | Erstausstrahlung USA | Erstausstrahlung Deutschland | Infos |
| ---------- | --------- | --- | ----------------------------- | ---------------------- | ------------------------- | -------------------- | ---------------------------- | --- |
| 76         | 1         | Steckbrieflich gesucht / Freispruch für GaryKaren ist entsetzt, als sie erfährt, dass ihre Tochter Diana mit Chip durchgebrannt ist. Ihre Sorge vergrößert sich, als sie herausfindet, dass Chip in Wirklichkeit Tony Fenice heißt und wegen schwerer Körperverletzung gesucht wird. Val, die von Reportern bedrängt wird, erhält Hilfe von einem Mann namens Ben Gibson. Gary, der immer noch unter Mordanklage steht, wird freigesprochen (mangelnde Beweise, ein anderer Hauptverdächtiger). Laura glaubt, ihr Mann Richard habe Ciji ermordet und sei deshalb aus Knots Landing verschwunden. | The People vs. Gary Ewing     | Nicholas Sgarro        | Michael Petryni           | 29.09.1983 (CBS)     | 20.05.1989 (ZDF)             | - Claudia Lonow wurde mit in den Vorspann aufgenommen. Sie und Michael Sabatino sind in dieser Episode nicht zu sehen. - Erstmals als „Ben“ zu sehen: Douglas Sheehan, der zuvor durch die TV-Serie „General Hospital“ berühmt wurde. - In der 5. Staffel übernimmt der Schauspieler Barry Primus die Rolle des „Mitchell Casey“ und löst damit Edward Bell aus der 4. Staffel ab. |
| 77         | 2         | Reporter in Aktion / Das GeständnisWährend des Joggens begegnet Val wieder dem Reporter Ben Gibson. Die beiden freunden sich an und verabreden sich zu einem Abendessen. Als Val jedoch erfährt, dass Ben ein Reporter ist, reagiert sie verärgert. Gary kauft sich eine Ranch und teilt Abby mit, dass er dort mit ihr leben und Pferde züchten möchte. Unterdessen hat Mack das FBI eingeschaltet, um Diana und Chip ausfindig zu machen. Im Motel erfährt Diana von der Suche nach Chip und seiner wahren Identität. Als sie ihn zur Rede stellt, teilt ihr Chip mit, der Tod Cijis sei ein Unfall gewesen. Diana glaubt ihm diese Lüge. | Fugitives                     | Larry Elikann          | Scott Hamner              | 06.10.1983 (CBS)     | 03.06.1989 (ZDF)             | |
| 78         | 3         | Liebe und Verrat / Entdeckt und umgestelltAbby und Gary beziehen ihre neue Ranch. Hinter Garys Rücken gründen sie und der Anwalt Westmont ein Subunternehmen. Gary wiederum bietet Laura Avery einen Job als Immobilienmaklerin an - und bittet sie, Abby im Auge zu behalten. Aufgrund von Dianas Kreditkartenbenutzung kann die Polizei Chip und Diana in Oklahoma ausfindig machen. Karen und Mack fliegen dort sofort hin. Nachdem Diana und Chip von einem Nationalgardisten entdeckt wurden, fliehen sie in eine kleine Hütte und halten sich dort versteckt. Als beide am nächsten Morgen aufwachen, ist die Hütte von Polizisten umstellt. Chip wird verhaftet und Diana verkündet ihrer überraschten Mutter, sie habe Chip auf der Flucht geheiratet. | Nowhere to Run                | Nicholas Sgarro        | Jeff Freilich             | 13.10.1983 (CBS)     | 10.06.1989 (ZDF)             | - Garys Ranch trägt den Namen „Westfork Ranch“ - der Name seiner elterlichen Ranch in Dallas heißt „Southfork Ranch“. |
| 79         | 4         | Fatale Geständnisse / Politische Beziehungen | Marital Privilege             | Larry Elikann          | Richard Gollance          | 20.10.1983 (CBS)     | 17.06.1989 (ZDF)             | |
| 80         | 5         | Große Pläne / Eine Frau sieht rot | One Kind of Justice           | David Jacobs           | David Jacobs              | 27.10.1983 (CBS)     | 24.06.1989 (ZDF)             | |
| 81         | 6         | Zukunftsmusik spielt leise / Die Liebe und das große Geld | ... And Never Brought to Mind | Sheldon Larry          | Diana Gould               | 03.11.1983 (CBS)     | 01.07.1989 (ZDF)             | |
| 82         | 7         | Ein neuer Anfang / Überraschung in Mexiko | Sacred Vows                   | Nicholas Sgarro        | Kathleen A. Shelly        | 10.11.1983 (CBS)     | 08.07.1989 (ZDF)             | |
| 83         | 8         | Das Mädchen Cathy / Nervöse Stimmung | A Change of Heart             | Robert Becker          | Joel J. Feigenbaum        | 17.11.1983 (CBS)     | 15.07.1989 (ZDF)             | |
| 84         | 9         | Wie du mir, so ich dir / Das Ebenbild | Money Talks                   | Nicholas Sgarro        | Peter Dunne               | 24.11.1983 (CBS)     | 22.07.1989 (ZDF)             | |
| 85         | 10        | Ein hübsches Angebot / Die Warnung | Homecoming                    | John Pleshette         | Alison Hock               | 01.12.1983 (CBS)     | 29.07.1989 (ZDF)             | |
| 86         | 11        | Ein wahres Ebenbild / Die Verwechslung | I'll Tell You No Lies         | Nicholas Sgarro        | Michael L. Grace          | 08.12.1983 (CBS)     | 12.08.1989 (ZDF)             | |
| 87         | 12        | Auf der richtigen Spur / Die Drohung | Denials                       | Lorraine Senna Ferrara | Diana Gould               | 15.12.1983 (CBS)     | 19.08.1989 (ZDF)             | |
| 88         | 13        | Ein neues Buch / Offene Worte | Witness                       | Nicholas Sgarro        | Richard Gollance          | 22.12.1989 (CBS)     | 26.08.1989 (ZDF)             | |
| 89         | 14        | Ausreichende Beweise / Es gibt keine Geheimnisse mehr | Secrets Cry Aloud             | Alexander Singer       | Diana Gould               | 29.12.1983 (CBS)     | 02.09.1989 (ZDF)             | |
| 90         | 15        | Die Pressekonferenz / Tablettenentzug | Forsaking All Others          | Bill Duke              | Joyce Keener              | 05.01.1984 (CBS)     | 09.09.1989 (ZDF)             | |
| 91         | 16        | Unglaubliche Neuigkeit / Wieder daheim | Reconcilable Differences      | Sheldon Larry          | Richard Gollance          | 12.01.1984 (CBS)     | 16.09.1989 (ZDF)             | |
| 92         | 17        | Die Aufdeckung / Er will es wissen | Second Chances                | Bill Duke              | Joel J. Feigenbaum        | 19.01.1984 (CBS)     | 23.09.1983 (ZDF)             | |
| 93         | 18        | Die ganze Wahrheit / Die Erpressung | Lest the Truth be Known       | Larry Elikann          | Rob Cowen & Daniel Lipman | 02.02.1984 (CBS)     | 30.09.1989 (ZDF)             | |
| 94         | 19        | Lügen haben kurze Beine / Eine neue Liebe | ... So Shall You Reap         | Alexander Singer       | Rob Cowen & Daniel Lipman | 09.02.1984 (CBS)     | 07.10.1989 (ZDF)             | |
| 95         | 20        | Raus aus dem Geschäft / Aufforderung von oben | High Ideals                   | Robert Becker          | Rob Cowen & Daniel Lipman | 16.02.1984 (CBS)     | 14.10.1989 (ZDF)             | |
| 96         | 21        | Eine Beteiligung wird angeboten / Die Scheidungsklage | No Trumpets, No Drums         | Larry Elikann          | Scott Hamner              | 23.02.1984 (CBS)     | 21.10.1989 (ZDF)             | |
| 97         | 22        | Geheime Mission / Der Schuss | Silent Missions               | Lorraine Senna Ferrara | Angelo Pizzo              | 01.03.1984 (CBS)     | 28.10.1989 (ZDF)             | |
| 98         | 23        | Auf dem Friedhof / In Schutzhaft | Finishing Touches             | David Jacobs           | Peter Dunne               | 08.03.1984 (CBS)     | 04.11.1989 (ZDF)             | |
| 99         | 24        | Einen anderen hat es getroffen / Versprechen nicht gehalten | Yesterday, It Rained          | Bill Duke              | Joel J. Feigenbaum        | 22.03.1984 (CBS)     | 11.11.1989 (ZDF)             | |
| 100        | 25        | Ein teuflischer Plan / Dramatische Wende | Negotiations                  | Larry Elikann          | Richard Gollance          | 29.03.1984 (CBS)     | 18.11.1989 (ZDF)             | |

### Staffel 6 (1984/1985)
| Nr. (ges.) | Nr. (St.) | Deutscher Titel                              | Originaltitel             | Regie                  | Drehbuch                              |
| ---------- | --------- | -------------------------------------------- | ------------------------- | ---------------------- | ------------------------------------- |
| 101        | 1         | Geisel auf der Yacht/Ohne Ausweg             | Buying Time               | Alexander Singer       | Kevin Alexander                       |
| 102        | 2         | Überraschende Befreiung/Ein Neffe taucht auf | Calculated Risks          | Ernest Pintoff         | Susan Goldberg                        |
| 103        | 3         | Der Lebensretter/Die neue Partnerin          | Hanging Fire              | Alexander Singer       | Alan Goldfein                         |
| 104        | 4         | Mutter und Sohn/Ein alter Fall               | A Little Help             | Robert Becker          | Diana Kopald Marcus                   |
| 105        | 5         | Auf ein Neues                                | Ipso Facto                | Larry Elikann          | John Saffron                          |
| 106        | 6         | Die Wahrheit und ihre Folgen                 | Truth and Consequences    | Robert Becker          | Joyce Keener                          |
| 107        | 7         | Ein Angebot wird abgelehnt                   | Love to Take You Home     | Larry Elikann          | Peter Dunne                           |
| 108        | 8         | Alter Herr und neues Geschäft                | Tomorrow Never Knows      | Nick Havinga           | Joel J. Feigenbaum                    |
| 109        | 9         | Ein Tag zum Nachdenken                       | We Gather Together        | Larry Elikann          | Richard Gollance                      |
| 110        | 10        | Eine weiß es ganz genau                      | Message in a Bottle       | Nick Havinga           | Joel J. Feigenbaum                    |
| 111        | 11        | In geistiger Verwirrung                      | Distant Locations         | Larry Elikann          | Richard Gollance                      |
| 112        | 12        | Erfolgreiche Sendung                         | Uncharted Territory       | Nicholas Sgarro        | Joyce Keener                          |
| 113        | 13        | Abgeblitzt und enttäuscht                    | Weighing of Evils         | Lorraine Senna Ferrara | Scott Hamner                          |
| 114        | 14        | Ein Test nach dem anderen                    | #14 With a Bullet         | Nicholas Sgarro        | Peter Dunne                           |
| 115        | 15        | Gesucht und gefunden                         | Inside Information        | Lorraine Senna Ferrara | Scott Hamner                          |
| 116        | 16        | Täuschungsmanöver                            | Out of the Past           | Bill Duke              | Neal Bell                             |
| 117        | 17        | Ein Vater droht seinem Sohn                  | Lead Me to the Altar      | Ernest Pintoff         | Parke Perine                          |
| 118        | 18        | Geplatzte Hochzeit                           | Fly Away Home             | Bill Duke              | Neal Bell                             |
| 119        | 19        | Geduld und Liebe                             | Rough Edges               | Nicholas Sgarro        | Richard Gollance                      |
| 120        | 20        | Ein gemeinsamer Ausflug                      | The Emperor's Clothes     | Ernest Pintoff         | Joel J. Feigenbaum                    |
| 121        | 21        | Der Tod tritt ein                            | The Deluge                | Bill Duke              | Joyce Keener                          |
| 122        | 22        | In Ungewißheit gelassen                      | A Piece of the Pie        | Robert Becker          | Parke Perine                          |
| 123        | 23        | Das war mehr als unfähr                      | The Forest for the Trees  | Nick Havinga           | Michael Russnow                       |
| 124        | 24        | Noch ein Unternehmen mehr                    | A Man of Good Will        | Linda Day              | Lynn Marie Latham & Bernard Lechowick |
| 125        | 25        | Unerwartete Feststellung                     | For Better, For Worse     | Robert Becker          | Roberto Loeiderman                    |
| 126        | 26        | Zur Rede gestellt                            | Four, No Trump            | John Patterson         | Melanie Mintz                         |
| 127        | 27        | Sie will nicht aufgeben                      | A Price to Pay            | David Jacobs           | Loren Reichman                        |
| 128        | 28        | Danke für das Angebot                        | One Day in a Row          | Robert Becker          | Joyce Keener                          |
| 129        | 29        | Geschickter Schachzug                        | Vulnerable                | Nick Havinga           | Parke Perine                          |
| 130        | 30        | Ein Licht am Ende des Tunnels                | The Long and Winding Road | Alexander Singer       | Joel J. Feigenbaum                    |

### Staffel 7 (1985/1986)
| Nr. (ges.) | Nr. (St.) | Deutscher Titel                    | Originaltitel              | Regie                  | Drehbuch                         |
| ---------- | --------- | ---------------------------------- | -------------------------- | ---------------------- | -------------------------------- |
| 131        | 1         | Der längste Tag                    | The Longest Day            | Arthur Allan Seidelman | David Paulsen                    |
| 132        | 2         | Mit offenen Armen                  | Here in My Arms            | Nicholas Sgarro        | Parke Perine                     |
| 133        | 3         | Wenn die Katze aus dem Haus ist... | While the Cat's Away       | Lorraine Senna Ferrara | E. Jeffrey Smith                 |
| 134        | 4         | Die Taufe wird gefeiert            | The Christening            | Larry Elikann          | David Assael                     |
| 135        | 5         | Zwei Posten neu besetzt            | A Little Assistance        | Roy Campanella II      | Melanie Mintz                    |
| 136        | 6         | Eine Frage des Vertrauens          | A Question of Trust        | Linda Day              | Bernard Lechowick                |
| 137        | 7         | Die Vorahnung                      | Awakenings                 | Lorraine Senna Ferrara | Lynn Marie Latham                |
| 138        | 8         | Und wieder eine Hochzeit           | Pictures at a Wedding      | Nicholas Sgarro        | David Paulsen & Michael Filerman |
| 139        | 9         | Bis dass uns der Tod scheidet      | Until Parted by Death      | Larry Elikann          | Bernard Lechowick                |
| 140        | 10        | Vor dem Abgrund                    | Rise and Fall              | Robert Becker          | Parke Perine                     |
| 141        | 11        | Die Spitze des Eisbergs            | To Sing His Praise         | David Paulsen          | Lynn Marie Latham                |
| 142        | 12        | Die Explosion                      | All's Well                 | Joseph Scanlan         | Alan Goldfein                    |
| 143        | 13        | Durchkreuzte Pläne                 | Aftershocks                | Alexander Singer       | Roberto Loeiderman               |
| 144        | 14        | Die neue Aufgabe                   | Unbroken Bonds             | Roy Campanella II      | Diana Kopald Marcus              |
| 145        | 15        | Ein Netz von Lügen                 | Web Of Lies                | Nicholas Sgarro        | Diana Kopald Marcus              |
| 146        | 16        | Reiche Aussichten                  | The Confession             | Nick Havinga           | David Paulsen                    |
| 147        | 17        | Futter für die Presse              | Alterations                | Linda Day              | Parke Perine                     |
| 148        | 18        | Feinde in der Not                  | Friendly Enemies           | Joseph Scanlan         | Diana Kopald Marcus              |
| 149        | 19        | Der Schlüssel zum Herzen           | The Key to a Woman's Heart | Robert Becker          | Lynn Marie Latham                |
| 150        | 20        | Das Überraschungsgeschenk          | A Very Special Gift        | Nick Havinga           | Lawrence Kasha                   |
| 151        | 21        | Unklare Verhältnisse               | Irrevocably Yours          | Robert Becker          | Sara Ann Friedman                |
| 152        | 22        | Gefährliche Rennstrecke            | High School Confidential   | David Paulsen          | Sally Susman                     |
| 153        | 23        | Von Fesseln befreit                | Distant Rumblings          | Michael Preece         | Joel Okmin & Tom Citrano         |
| 154        | 24        | Großzügige Abmachung               | Phoenix Rises              | Nicholas Sgarro        | Bernard Lechowick                |
| 155        | 25        | Bedrohender Giftmüll               | The Legacy                 | Timma Ramon            | Lynn Marie Latham                |
| 156        | 26        | Von Gefühlen ist die Rede          | Arsenic and Old Waste      | David Paulsen          | David Paulsen                    |
| 157        | 27        | Jemand will aussteigen             | A Change of Heart II       | Joseph Scanlan         | Parke Perine                     |
| 158        | 28        | Eine Absicht wird erkannt          | His Brother's Keeper       | Larry Elikann          | Bernard Lechowick                |
| 159        | 29        | Vor die Alternative gestellt       | Thicker Than Water         | Kate Swofford Tilley   | Lawrence Kasha                   |
| 160        | 30        | Die längste Nacht                  | The Longest Night          | Joseph Scanlan         | David Paulsen                    |

### Staffel 8 (1986/1987)
| Nr. (ges.) | Nr. (St.) | Deutscher Titel                  | Originaltitel                     | Regie                  | Drehbuch                          |
| ---------- | --------- | -------------------------------- | --------------------------------- | ---------------------- | --------------------------------- |
| 161        | 1         | Alte und neue Sorgen             | Just Disappeared (Part 1)         | Joseph Scanlan         | Bernard Lechowick                 |
| 162        | 2         | Die Vergangenheit lässt grüßen   | Distant Echoes (Part 2)           | Nick Havinga           | Diana Kopald Marcus               |
| 163        | 3         | Die große Ungewissheit           | Reunion II                        | Joseph Scanlan         | Lynn Marie Latham                 |
| 164        | 4         | Ein ehrlicher Gegner             | Past Tense                        | Nick Havinga           | Sandra Smith Allyn                |
| 165        | 5         | Gute Nachrichten                 | Slow Burn                         | David Jacobs           | Joel J. Feigenbaum                |
| 166        | 6         | Probleme mit Drogen              | For Appearance's Sake             | Joseph Scanlan         | Bernard Lechowick                 |
| 167        | 7         | Ein Hinweis bringt es an den Tag | All Over But the Shouting         | Robert Becker          | Dianne Messina & Lou Messina      |
| 168        | 8         | Unter Druck gesetzt              | Pressure Points                   | Nick Havinga           | Dianne Messina & Lou Messina      |
| 169        | 9         | Die liebe Verwandtschaft         | Brothers and Mothers              | Robert Becker          | Diana Kopald Marcus               |
| 170        | 10        | Eine aufdringliche Dame          | Over the Edge                     | Nick Havinga           | Lynn Marie Latham                 |
| 171        | 11        | Ein schwerer Unfall              | A Turn of Events                  | Kate Swofford Tilley   | Lawrence Kasha & Michael Filerman |
| 172        | 12        | Zu jung für die Liebe            | Touch and Go                      | Lorraine Senna Ferrara | Joel Okmin & Tom Citrano          |
| 173        | 13        | Gespannte Atmosphäre             | The Inside Man                    | Paul Tucker            | Linda Salzman                     |
| 174        | 14        | Immer wieder Drogen              | Gifts                             | Nicholas Sgarro        | Bernard Lechowick                 |
| 175        | 15        | Was ist die Wahrheit?            | Truth Will Out                    | Timma Ramon            | Scott Hamner                      |
| 176        | 16        | Vergebliche Mühe                 | The Unraveling                    | Nicholas Sgarro        | Dianne Messina & Lou Messina      |
| 177        | 17        | Hilfreich und ahnungslos         | No Miracle Worker                 | Kate Swofford Tilley   | Bernard Lechowick                 |
| 178        | 18        | Wiedersehen auf Long Island      | My True Love                      | Lorraine Senna Ferrara | Lynn Marie Latham                 |
| 179        | 19        | Unerfreuliche Zeiten             | Never Trick a Trickster           | Joel Coppoletta        | Alan Goldfein                     |
| 180        | 20        | Industrie-Spionage               | A Plan of Action                  | Kate Swofford Tilley   | Lawrence Kasha                    |
| 181        | 21        | Eröffnung eines Kinderparks      | Survival of the Fittest           | Michael Preece         | William Devane                    |
| 182        | 22        | Ein Toter kommt zurück           | In Mourning                       | Nicholas Sgarro        | Alan Goldfein                     |
| 183        | 23        | Eine Dame wird abgeführt         | Nightmare                         | Bill Duke              | Dianne Messina & Lou Messina      |
| 184        | 24        | Nachbarliche Kontakte            | Neighborly Conduct                | Lawrence Kasha         | Lynn Marie Latham                 |
| 185        | 25        | Tödliche Absicht                 | Deadly Combination                | Beth Brickell          | David Marlow                      |
| 186        | 26        | Liebevoll umsorgt                | Our Secret                        | David Jacobs           | John Leasure                      |
| 187        | 27        | Die Rivalinnen                   | Breakup                           | Joel Coppoletta        | Dianne Messina & Lou Messina      |
| 188        | 28        | Der verhängnisvolle Brief        | Parental Guidance                 | Nick Havinga           | Lawrence Kasha & Michael Filerman |
| 189        | 29        | Ein Mann und drei Frauen         | Do Not Fold, Spindle, or Mutilate | Joseph Scanlan         | Lynn Marie Latham                 |
| 190        | 30        | Risse im Zement                  | Cement the Relationship           | Nick Havinga           | Bernard Lechowick                 |

### Staffel 9 (1987/1988)
| Nr. (ges.) | Nr. (St.) | Deutscher Titel              | Originaltitel              | Regie                  | Drehbuch                     |
| ---------- | --------- | ---------------------------- | -------------------------- | ---------------------- | ---------------------------- |
| 191        | 1         | Der vermisste Liebhaber      | Missing Persons            | Joseph Scanlan         | Lynn Marie Latham            |
| 192        | 2         | Alle sind besorgt            | The Trouble with Peter     | Nick Havinga           | Parke Perine                 |
| 193        | 3         | Das Medallion                | Under Pressure             | Nicholas Sgarro        | Bernard Lechowick            |
| 194        | 4         | Halbwahrheiten               | Half-Truths                | Nick Havinga           | Joel J. Feigenbaum           |
| 195        | 5         | Einsicht und Erkenntnis      | There are Smiles           | Nicholas Sgarro        | Lynn Marie Latham            |
| 196        | 6         | Abschied für immer           | The Gift of Life           | Kate Swofford Tilley   | Bernard Lechowick            |
| 197        | 7         | Die Geschäfte gehen schlecht | Say Uncle                  | Robert Becker          | Erica Byrne                  |
| 198        | 8         | Das Liebeskarussell          | Love In                    | Kate Swofford Tilley   | Dianne Messina               |
| 199        | 9         | Freude und Trauer            | Flight of the Sunbirds     | Roy Campanella II      | Bernard Lechowick            |
| 200        | 10        | Tage der Erinnerung – Teil 1 | Noises Everywhere (Part 1) | David Jacobs           | Bernard Lechowick            |
| 201        | 11        | Tage der Erinnerung – Teil 2 | Noises Everywhere (Part 2) | David Jacobs           | Lynn Marie Latham            |
| 202        | 12        | Im Weihnachtsstress          | Weak Moment                | Lorraine Senna Ferrara | John Leasure                 |
| 203        | 13        | Vorgetäuschter Rückzug       | Only 'Til Friday           | Lawrence Kasha         | James Stanley                |
| 204        | 14        | Das kranke Kind              | Ties That Bird             | Joe Coppoletta         | Lou Messina                  |
| 205        | 15        | Ein ernster Vorschlag        | Another Modest Proposal    | Lorraine Senna Ferrara | Robert Porter                |
| 206        | 16        | Juristische Schritte         | If Not Now, When?          | Kate Swofford Tilley   | Lynn Marie Latham            |
| 207        | 17        | Ein dubioser Nachbar         | In Too Deep                | Jerome Courtland       | James Stanley                |
| 208        | 18        | Heirat und Geschäfte         | The Blushing Bride         | Nicholas Sgarro        | Lynn Marie Latham            |
| 209        | 19        | Die Hochzeit wird abgeblasen | Lawfully Wedded            | Lawrence Kasha         | Bernard Lechowick            |
| 210        | 20        | Eine weise Entscheidung      | Bouncing Babies            | Nicholas Sgarro        | William Devane               |
| 211        | 21        | Der neue Freund              | A Fair Race                | Lawrence Kasha         | Lynn Marie Latham            |
| 212        | 22        | Die Lösung des Rätsels       | Full Disclosure            | Joseph Scanlan         | Lynn Marie Latham            |
| 213        | 23        | Der zweite Brief             | Her Letter                 | Robert Becker          | Bernard Lechowick            |
| 214        | 24        | Mutter will das Beste        | Mother Knows Best          | Joseph Scanlan         | Julie Sayres                 |
| 215        | 25        | Es klingt nach Abschied      | With a Heavy Heart         | Michael Preece         | Lawrence Kasha               |
| 216        | 26        | Unter einem Deckmantel       | Just Desserts              | Kevin Dobson           | Don Mueller & William Devane |
| 217        | 27        | Zwischen zwei Stühlen        | Discovery                  | Lawrence Kasha         | James Stanley                |
| 218        | 28        | Das Alibi ist perfekt        | The Perfect Alibi          | Kate Swofford Tilley   | Lynn Marie Latham            |
| 219        | 29        | Der perfekte Mord            | The Perfect Crime          | Joseph Scanlan         | Bernard Lechowick            |

### Staffel 10 (1988/1989)
| Nr. (ges.) | Nr. (St.) | Deutscher Titel             | Originaltitel     | Erstausstrahlung USA | Deutschsprachige Erstausstrahlung (D) | Regie                  | Drehbuch                |
| ---------- | --------- | --------------------------- | ----------------- | -------------------- | ------------------------------------- | ---------------------- | ----------------------- |
| 220        | 1         | Die Rettung                 | Suicidal          | 23. Nov. 1992        | 27. Okt. 1988                         | Jerome Courtland       | Bernard Lechowick       |
| 221        | 2         | Hinter den Grenzen          | Borderline        | 24. Nov. 1992        | 3. Nov. 1988                          | Kate Swofford Tilley   | Lynn Marie Latham       |
| 222        | 3         | Verzweifelt gesucht         | Deserted          | 25. Nov. 1992        | 10. Nov. 1988                         | Lorraine Senna Ferrara | M.J. Cody & Chuck Bulot |
| 223        | 4         | Verstärkte Bemühungen       | The Pick-up-Game  | 26. Nov. 1992        | 24. Nov. 1988                         | Nicholas Sgarro        | Lynn Marie Latham       |
| 224        | 5         | Verzweifelt gesucht         | Sex and Violence  | 27. Nov. 1992        | 1. Dez. 1988                          | Jerome Courtland       | Bernard Lechowick       |
| 225        | 6         | Eine Nacht in San Francisco | A Weekend Gataway | 30. Nov. 1992        | 8. Dez. 1988                          | Andre R. Guttfreund    | Lynn Marie Latham       |
| 226        | 7         | Freimütiges Geständnis      | The Briar Patch   | 15. Dez. 1992        | 8. Dez. 1988                          | Kate Swofford Tilley   | Bernard Lechowick       |

### Reunion (1997)
Ab dem 27. Oktober 2010 strahlte der Pay-TV-Sender Passion die vierteilige Reunion-Staffel aus. In Original hat CBS die Staffel als Zweiteiler in je 90 Minuten gesendet.
| Nr. (ges.) | Nr. (St.) | Deutscher Titel                             | Originaltitel                   | Erstausstrahlung USA | Deutschsprachige Erstausstrahlung (D) | Regie         | Drehbuch                                |
| ---------- | --------- | ------------------------------------------- | ------------------------------- | -------------------- | ------------------------------------- | ------------- | --------------------------------------- |
| -          | 1         | Gute Nachbarn kann niemand trennen – Teil 1 | Back to the Cul-de-Sac (Part 1) | 7. Mai 1997          | 27. Okt. 2010                         | Bill Corcoran | Ann Marcus, Lisa Seidman & Julie Sayres |
| -          | 2         | Gute Nachbarn kann niemand trennen – Teil 2 | Back to the Cul-de-Sac (Part 1) | 7. Mai 1997          | 28. Okt. 2010                         | Bill Corcoran | Ann Marcus, Lisa Seidman & Julie Sayres |
| -          | 3         | Gute Nachbarn kann niemand trennen – Teil 3 | Back to the Cul-de-Sac (Part 2) | 9. Mai 1997          | 29. Okt. 2010                         | Bill Corcoran | Ann Marcus, Lisa Seidman & Julie Sayres |
| -          | 4         | Gute Nachbarn kann niemand trennen – Teil 4 | Back to the Cul-de-Sac (Part 2) | 9. Mai 1997          | 1. Nov. 2010                          | Bill Corcoran | Ann Marcus, Lisa Seidman & Julie Sayres |

### Specials (1993 & 2005)

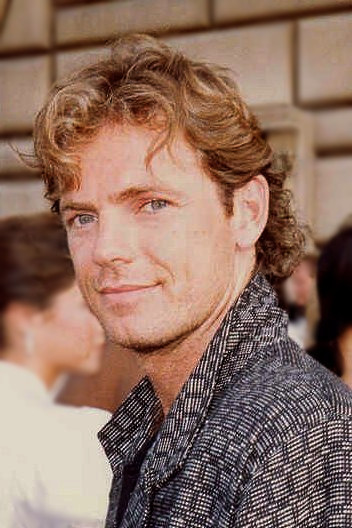
Bruce Greenwood, der Darsteller des Pierce Lawton.

| Nr. (ges.) | Nr. (St.) | Deutscher Titel | Originaltitel                         | Erstausstrahlung USA | Deutschsprachige Erstausstrahlung | Regie           | Drehbuch   |
| ---------- | --------- | --------------- | ------------------------------------- | -------------------- | --------------------------------- | --------------- | ---------- |
| -          | 1         | -               | The Knots Landing Block Party         | 13. Mai 1993         | -                                 | Joel Okmin      | Joel Okmin |
| -          | 2         | -               | Knots Landing Reunion: Together Again | 2. Dezember 2005     | -                                 | Michael Dempsey | N/A        |

## Wer lebte wo?
Das Hauptaktionsfeld der Serie war die Sackgasse, in der die vier Familien lebten. Der mit dem fiktiven Namen ausgestattete „Seaview Circle“ ist in Wirklichkeit der sogenannte Crystalaire Place in Granada Hills, Kalifornien, eine kleine Straße im Vorort San Fernando Valley von Los Angeles 20 Meilen nördlich des Pazifischen Ozeans. Die Titelvorspänne des Pilotfilmes, sowie der ersten beiden Staffeln suggerierten jene Sackgasse durch fiktive Bildbearbeitung in unmittelbare Nähe des pazifischen Strandes. Während des gesamten Verlaufes der Serie wohnten folgende Familien in den Häusern der Sackgasse:

### 16961 Seaview Circle
- Kenny Ward (Staffel 1–4)
- Ginger Ward (Staffel 1–4)
- Erin Molly Ward (Staffel 1–4)

### 16969 Seaview Circle
- Abby Cunningham (Staffel 2–4, Staffel 14 Finalfolge und Reunion)
- Brian Cunningham (Staffel 2–4)
- Olivia Cunningham (Staffel 2–4)
- Gary Ewing (Staffel 4)
- Claudia Whittaker (Staffel 12–14)
- Kate Whittaker (Staffel 12)
- Alex Barth (Staffel 13)

### 16975 Seaview Circle
- Richard Avery (Staffel 1–4)
- Laura Avery (Staffel 1–8)
- Jason Avery (Staffel 1–8)
- Daniel Avery (Staffel 4–8)
- Cathy Geary (Staffel 6 und 7)
- Anne Matheson (Staffel 8)
- Patricia Williams (Staffel 9–11)
- Frank Williams (Staffel 9–13)
- Julie Williams (Staffel 9–13)
- namenloses Ehepaar (Staffel 14 Finalfolge)

### 16972 Seaview Circle
- Karen Fairgate Mackenzie (Staffel 1–14 und Reunion)
- Sid Fairgate (Staffel 1–3)
- Diana Fairgate (Staffel 1–4)
- Michael Fairgate (Staffel 1–12)
- Eric Fairgate (Staffel 1–9)
- Mack Mackenzie (Staffel 4–14 und Reunion)
- Mary Frances Sumner (Staffel 5)
- Paige Matheson (Staffel 8–10, 13)
- Linda Fairgate (Staffel 11)
- Meg Mackenzie (Staffel 9–14 und Reunion)
- Jason Lochner (Staffel 12–13)

### 16966 Seaview Circle
- Gary Ewing (Staffel 1–3, 13–14 und Reunion)
- Valene Ewing (Staffel 1–13, Staffel 14 Finalfolge und Reunion)
- Lilimae Clements (Staffel 3–9)
- Chip Roberts (Staffel 4)
- Joshua Rush (Staffel 6–7)
- Cathy Geary (Staffel 6–7)
- Bobby Ewing (Staffel 7–14 und Reunion)
- Betsy Ewing (Staffel 7–14 und Reunion)
- Ben Gibson (Staffel 7–8)
- Aunt Ginny (Staffel 10–12)
- Danny Waleska (Staffel 11–12)

## Dallas und Unter der Sonne Kaliforniens
In der Fortsetzung von Dallas (Dallas (Fernsehserie, 2012)) nehmen Ted Shackelford und Joan Van Ark wieder ihre Rollen aus Unter der Sonne Kaliforniens ein.

## Synchronsprecher der Serie

Hans von Borsody, der Synchronsprecher von Douglas Sheehan („Ben Gibson“).

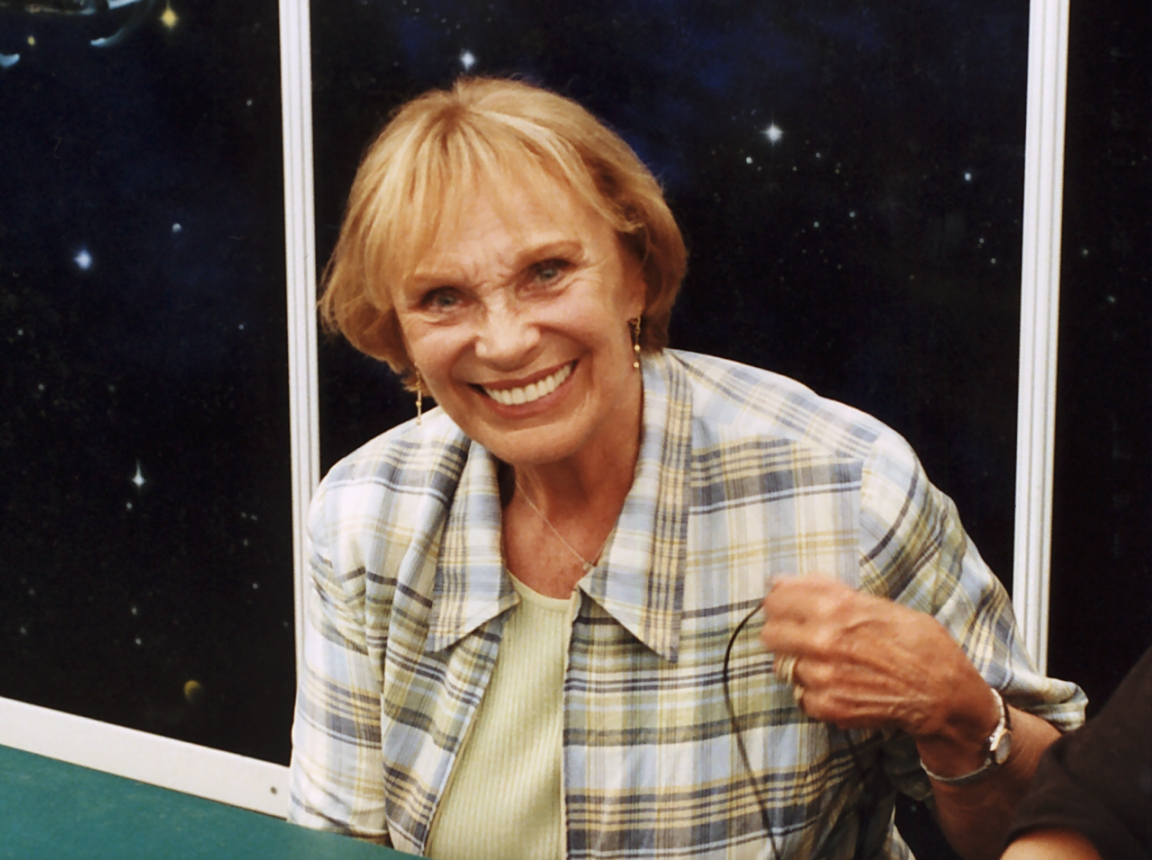
Eva Pflug, Synchronsprecherin von Claudette Nevins („Susan Philby“).

| Rolle                    | Darsteller          | Synchronsprecher                                                     |
| ------------------------ | ------------------- | -------------------------------------------------------------------- |
| Gary Ewing               | Ted Shackelford     | Klaus Kindler                                                        |
| Valene Ewing             | Joan Van Ark        | Dagmar Heller                                                        |
| Sid Fairgate             | Don Murray          | Gert Günther Hoffmann                                                |
| Karen Fairgate/MacKenzie | Michele Lee         | Viktoria Brams (Folge 1–276) Dagmar Dempe (Folge 277–344)            |
| Diana Fairgate           | Claudia Lonow       | Madeleine Stolze (Folge 1–100 & Film) Alana Horrigan (Folge 101–102) |
| Eric Fairgate            | Steve Shaw          | Florian Halm                                                         |
| Michael Fairgate         | Patrick Petersen    | Hubertus von Lerchenfeld                                             |
| Richard Avery            | John Pleshette      | Tonio von der Meden                                                  |
| Laura Avery              | Constance McCashin  | Maddalena Kerrh                                                      |
| Kenny Ward               | James Houghton      | Gudo Hoegel                                                          |
| Ginger Ward              | Kim Lankford        | Katharina Lopinski                                                   |
| Abby Ewing               | Donna Mills         | Eva Kinsky                                                           |
| Olivia Cunningham        | Tonya Crowe         | Alana Horrigan (2. Stimme) Kellina Klein (4. Stimme)                 |
| Judy Trent               | Jane Elliot         | Karin Anselm                                                         |
| Susan Philby             | Claudette Nevins    | Eva Pflug                                                            |
| J.R. Ewing               | Larry Hagman        | Wolfgang Pampel                                                      |
| Bobby Ewing              | Patrick Duffy       | Michael Schwarzmaier                                                 |
| Bill Medford             | David Ackroyd       | Frank Engelhardt                                                     |
| Mack MacKenzie           | Kevin Dobson        | Randolf Kronberg                                                     |
| Ciji Dunne               | Lisa Hartman        | Christina Hoeltel                                                    |
| Chip Roberts             | Michael Sabatino    | Martin Umbach                                                        |
| Teddy Becker             | Terry Kiser         | Erik Schumann                                                        |
| Janet Baines             | Joanna Pettet       | Manuela Renard                                                       |
| Ben Gibson               | Douglas Sheehan     | Michael Brennicke (Staffel 5–6) Hans von Borsody (Staffel 7–14)      |
| Greg Sumner              | William Devane      | Fred Maire                                                           |
| Cathy Geary              | Lisa Hartman        | Christina Hoeltel                                                    |
| Ruth Galveston           | Ava Gardner         | Edith Schneider                                                      |
| Jill Bennett             | Teri Austin         | Manuela Renard                                                       |
| Sonny Harkins            | William Ostrander   | Gudo Hoegel                                                          |
| Sylvia Lean              | Ruth Roman          | Ingeborg Lapsien                                                     |
| Paige Matheson           | Nicollette Sheridan | Katrin Fröhlich                                                      |
| Johnny Rourke            | Peter Reckell       | Gudo Hoegel                                                          |
| Amanda Michaels          | Penny Peyser        | Katharina Lopinski                                                   |
| Claudia Whittaker        | Kathleen Noone      | Ingeborg Lapsien                                                     |